# Gerkan, Marg und Partner
Gerkan, Marg und Partner (tiếng Đức: Architekten von Gerkan, Marg und Partner, tiếng Anh: Gerkan, Marg and Partners, tiếng Việt: Công ty kiến trúc von Gerkan, Marg và các cộng sự), viết tắt gmp, là văn phòng kiến trúc có trụ sở chính tại Hamburg, Cộng hòa Liên bang Đức với nhiều chi nhánh trên toàn cầu. Gmp là một trong những công ty kiến trúc thành công nhất tại Đức, đồng thời tạo ra nhiều dấu ấn trong nền kiến trúc đương đại của thế giới, đặc biệt với các công trình kiến trúc hiện đại.

## Người sáng lập
Công ty kiến trúc von Gerkan, Marg và các cộng sự (Công ty gmp) do hai kiến trúc sư Meinhard von Gerkan và Volkwin Marg thành lập năm 1965..
Giáo sư tiến sĩ Meinhard von Gerkan sinh năm 1935 tại Riga, Latvia. Năm 1964, ông tốt nghiệp Đại học Kỹ thuật Braunschweig. Năm 1974 ông được bổ nhiệm làm Giáo sư tại Đại học Kỹ thuật Braunschweig (Carolo-Wilhelmina zu Braunschweig), đồng thời giữ chức Viện trưởng Viện thiết kế kiến trúc A trực thuộc thuộc Đại học. Năm 2005 được trao bằng Tiến sĩ danh dự về thiết kế của Đại học Trung Nguyên (Đài Loan). Năm 2007 ông được trao bằng Giáo sư danh dự của Đại học Sư phạm Hoa Đông (Trung Quốc), cùng năm này làm Chủ tịch Viện Văn hóa Kiến trúc (aac) do công ty gmp thành lập. Ông là thành viên Viện hàn lâm nghệ thuật tự do Hamburg và đã nhận nhiều giải thưởng về kiến trúc, trong số này có Giải thưởng Fritz Schumacher, Giải thưởng Quốc gia Rumani, Bằng khen của Viện hàn lâm nghệ thuật tự do Hamburg, Giải thưởng lớn của Hội Kiến trúc sư Đức, huân chương Thập tự Cộng hòa Liên bang Đức hạng nhất.
Giáo sư Volkwin Marg sinh năm 1936 tại Königsberg, Đông Phổ (nay là Kaliningrad). Từ năm 1958 đến năm 1964, ông học ngành kiến trúc tại Đại học kỹ thuật Berlin, sau đó là Đại học kỹ thuật Braunschweig và nhận được học bổng ngành quy hoạch đô thị tại Đại học công nghệ Delft. Từ 1979 đến 1983 là chủ tịch Hiệp hội Kiến trúc sư Đức. Năm 1986 ông được bổ nhiệm làm Giáo sư về Quy hoạch đô thị và thiết kế tại Đại học RWTH Aachen. Năm 2007, ông Giám đốc Viện Văn hóa Kiến trúc (aac). Ông là thành viên của Viện hàn lâm Đức về quy hoạch đô thị, thành viên Viện hàn lâm nghệ thuật tự do Hamburg. Ông đã nhận nhiều giải thưởng, trong đó có Giải thưởng Fritz Schumacher, Bằng khen của Viện hàn lâm nghệ thuật tự do Hamburg, Giải thưởng lớn của Hội Kiến trúc sư Đức, huân chương Thập tự Cộng hòa Liên bang Đức hạng nhất.

## Tổng quan

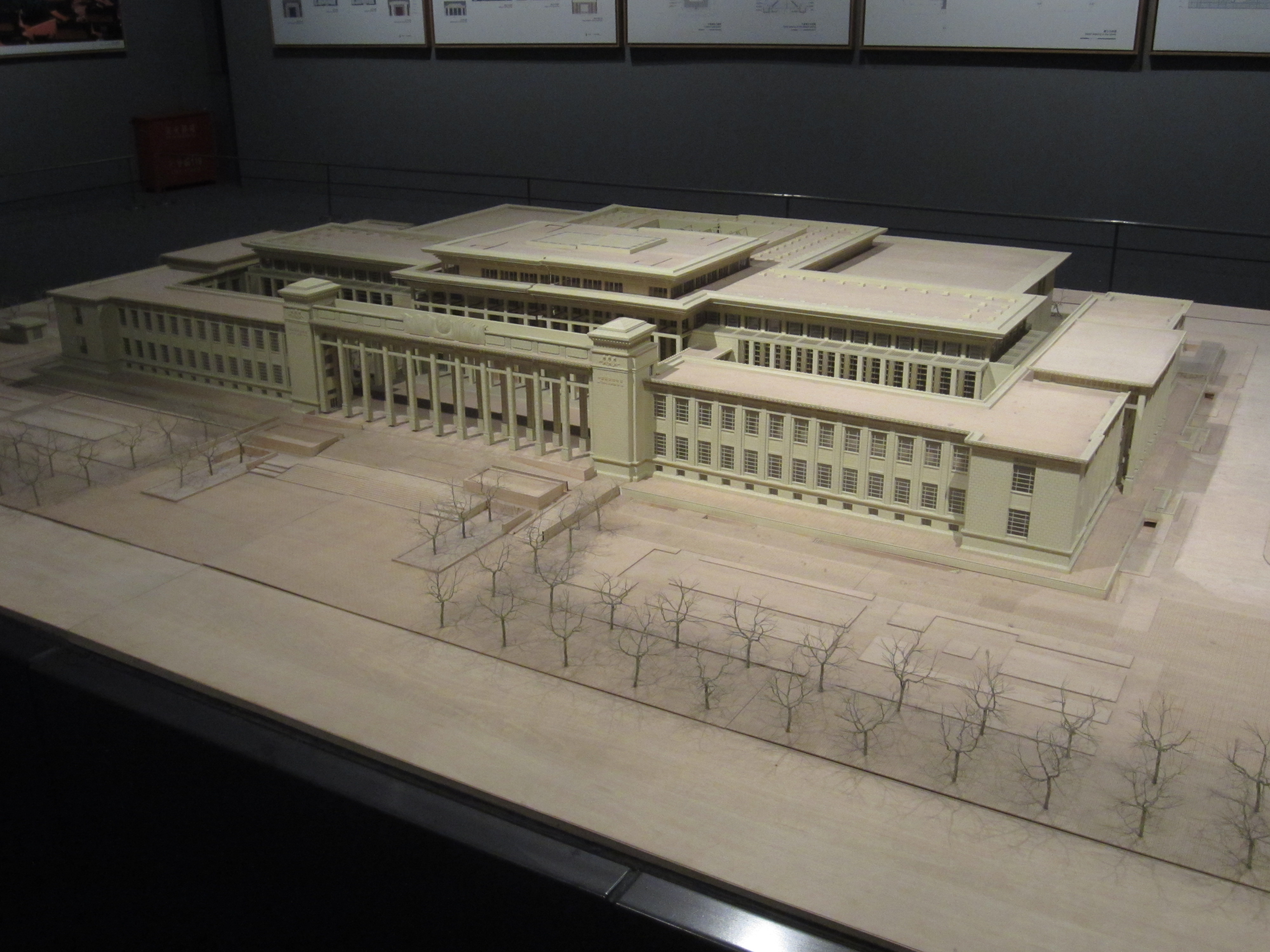
Mô hình phương án cải tạo phần lõi Bảo tàng quốc gia Trung Quốc (2011)

Công ty gmp hoạt động tích cực tại Đức và trên thế giới với khoảng 500 nhân viên làm việc tại mười hai văn phòng. Trải qua quá trình hơn 50 năm phát triển, Meinhard von Gerkan, Volkwin Marg và các thành viên đã thiết kế và triển khai nhiều dự án tại hầu hết các thành phố lớn của CHLB Đức.
Tính đến năm 2020, Gmp là văn phòng kiến trúc lớn nhất tại Đức về số lượng kiến trúc sư và đứng thứ 20 trong số những văn phòng kiến trúc và quy hoạch nhiều nhân viên nhất thế giới. Ở châu Âu, gmp đứng thứ 11 trong bảng xếp hạng các văn phòng kiến trúc tính theo số nhân viên năm 2019. Năm 2001, gmp International GmbH được thành lập dưới hình thức công ty trách nhiệm hữu hạn. Đến nay gmp International GmbH đã bao gồm 11 công ty con.
Công ty gmp là một trong số ít công ty thiết lập ra vị trí chủ nhiệm dự án, người chịu trách nhiệm đối với dự án từ ý tưởng thiết kế ban đầu, quá trình thực hiện cho đến thiết kế nội thất.

## Triết lý kiến trúc

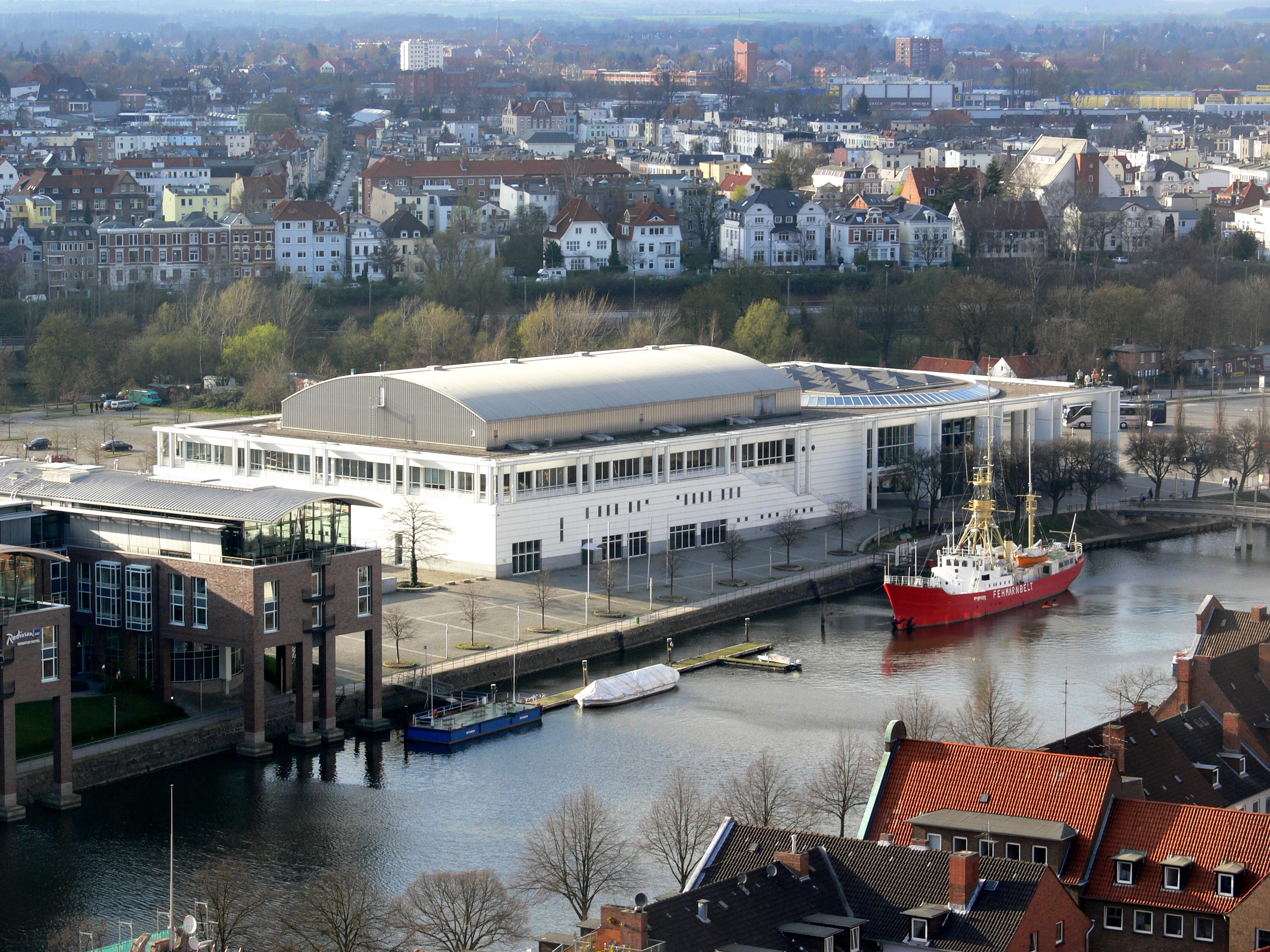
Trung tâm hội nghị và biểu diễn âm nhạc Lübeck (1994)

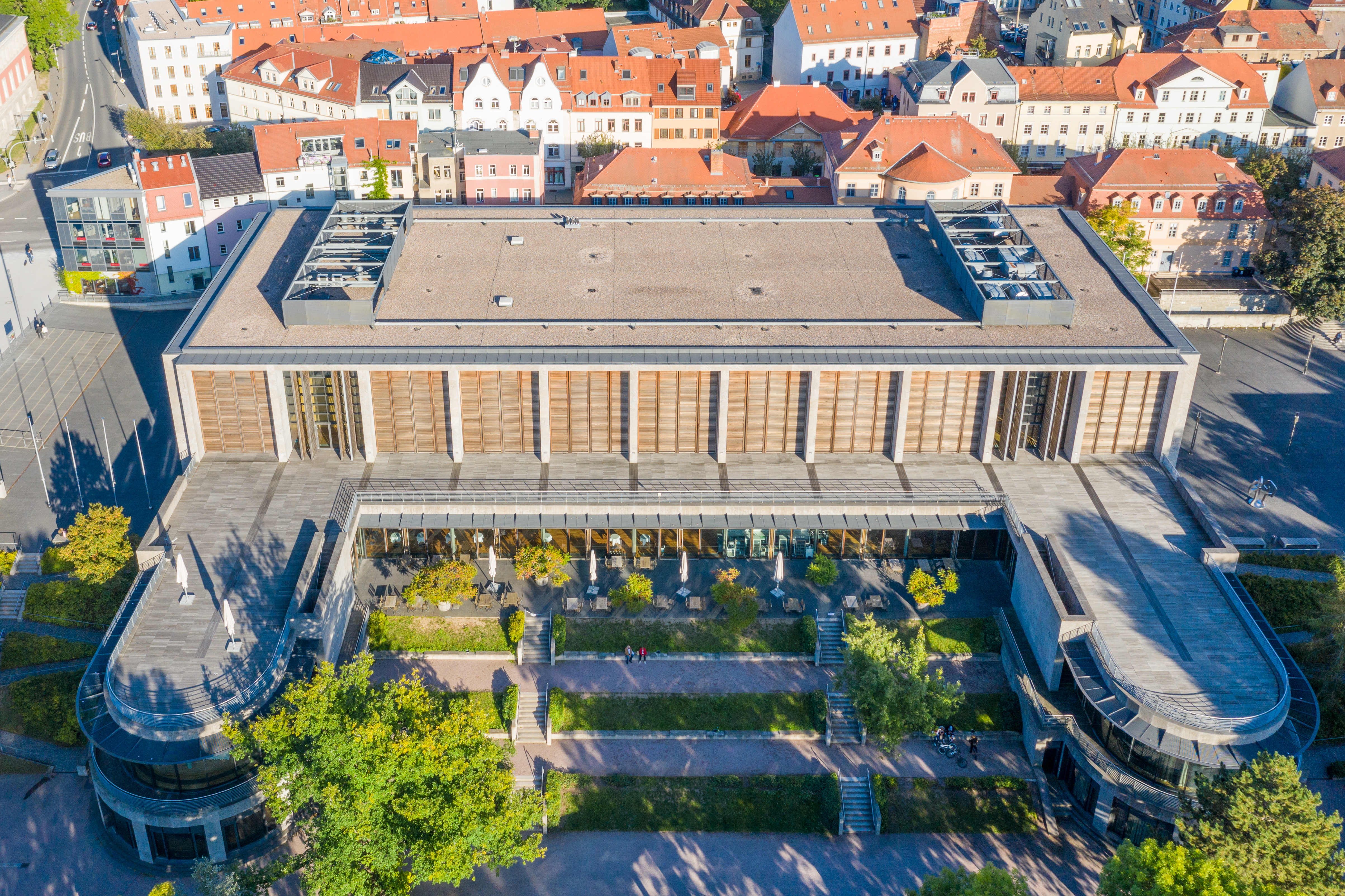
Hội trường Weimar mới (1999)

Công ty gmp tuyên bố về triết lý kiến trúc của họ là: "dựa trên nền tảng lý thuyết kiến trúc của Vitruvius về vững chắc, lâu bền và vẻ đẹp. Trên cơ sở nhận thức rằng kiến trúc phải đạt được tính bền vững, theo nghĩa của sự trường tồn, dựa trên các điều kiện khí hậu và cách sử dụng vật liệu thích hợp và cung cấp một vỏ bọc công trình có thể đáp ứng được sự phức tạp của cuộc sống con người một cách tự nhiên nhất có thể."
Phương châm làm việc và đề tài sáng tác của gmp được diễn đạt bằng việc "đối thoại với khách hàng và các đối tác trong suốt quá trình thiết kế, ở mọi quy mô và trong mọi bối cảnh văn hóa - từ nhà ở cá nhân đến sân vận động, từ nhà hát opera đến bảo tàng, từ văn phòng đến cầu cống và từ cái tay nắm cửa đến cả một thành phố".
Cách tiếp cận vấn đề của gmp được khái quát bằng cụm từ kiến trúc trong đối thoại. Đối thoại ở đây không chỉ đơn thuần là trao đổi giữa người đặt hàng và kiến trúc sư mà còn là cuộc đối thoại trong tưởng tượng giữa người kiến trúc sư và các hình mẫu kiến trúc đại diện bởi từng điều kiện xây dựng cụ thể. Nguyên lý thiết kế này được cụ thể hóa bằng các trụ cột cơ bản như sau:
| Đơn giản | Đa dạng và đồng bộ                                                                                       |
| --- | --- |
| Tìm kiếm giải pháp rõ ràng nhất cho yêu cầu của khách hàng Cố gắng đạt tới sự đơn giản nhất có thể          | Tạo ra sự đồng bộ giữa các thiết kế đa dạng Tạo ra sự đa dạng trong những quy chuẩn đồng bộ              |
| Đặc trưng                                                                                                   | Trật tự kết cấu                                                                                          |
| Phát triển một bản sắc riêng cho mỗi thiết kế dựa vào từng địa điểm xây dựng và công năng công trình cụ thể | Diễn đạt một trật tự kết cấu rõ ràng trong thiết kế Tổ chức công năng với các hình thức xây dựng rõ ràng |

## Lịch sử phát triển

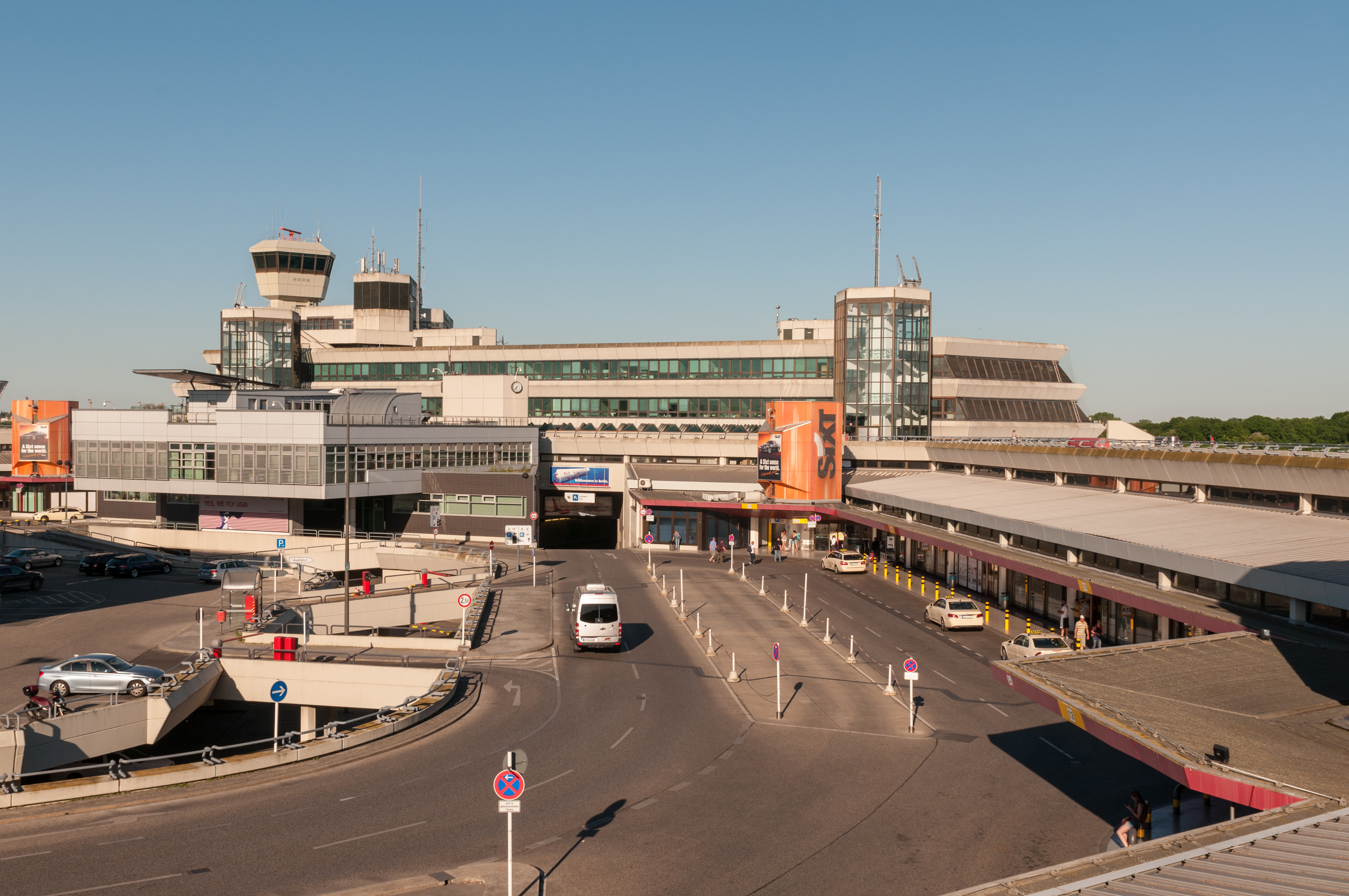
Sảnh A và B cùng tòa nhà chính Sân bay Berlin Tegel (1974)

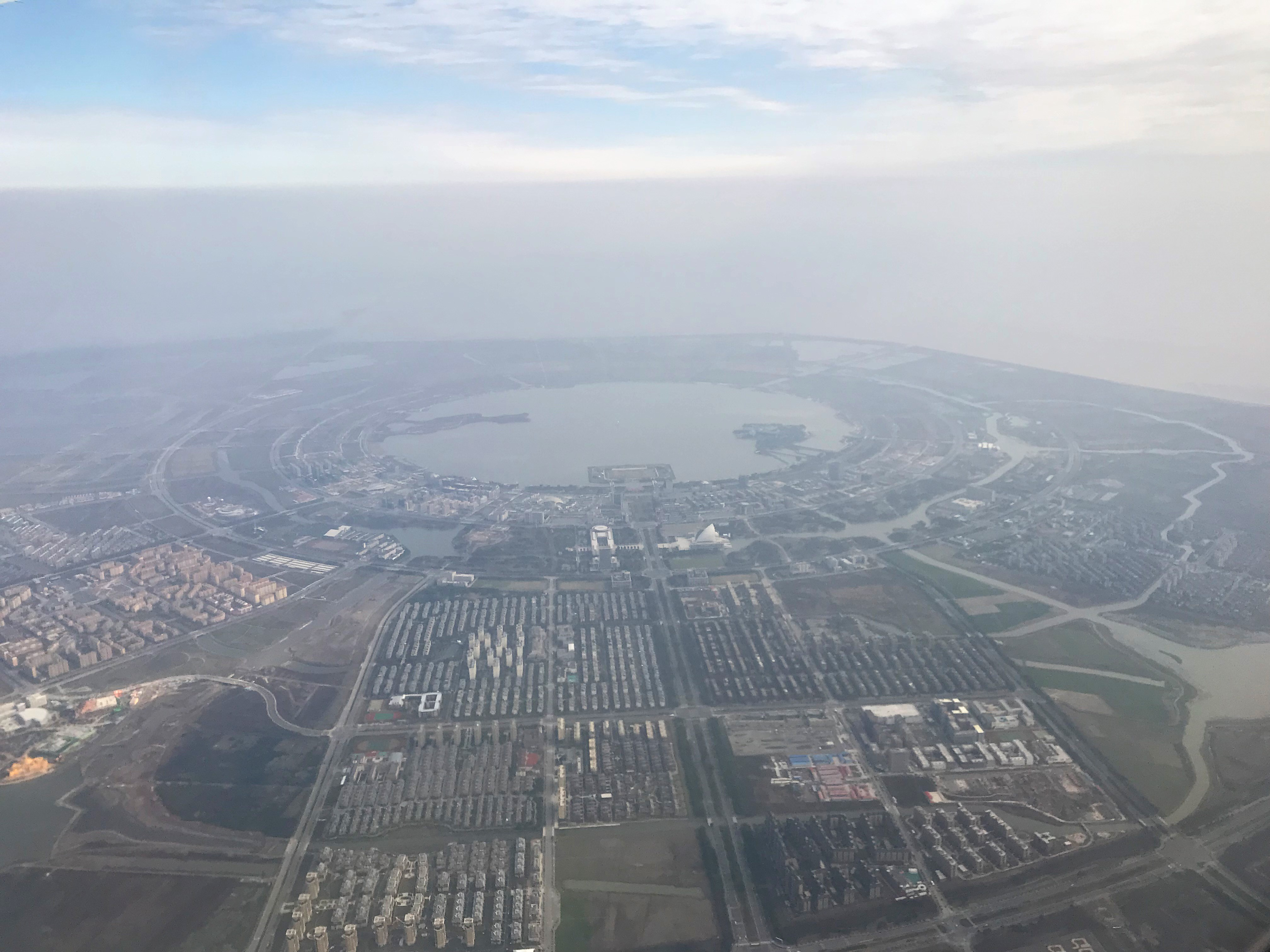
Thành phố mới Lâm Cảng (临港), nay đổi tên là Nam Hối (南汇) (2020)

Ngay năm đầu tiên kể từ khi thành lập gmp, Meinhard von Gerkan và Volkwin Marg đã thắng giải trong 8 cuộc thi thiết kế kiến trúc, trong đó đặc biệt là thiết kế cho Nhà ga mới nằm ở phía nam Sân bay Berlin Tegel, một kết quả mà hai kiến trúc sư trẻ không thể ngờ rằng có thể thắng giải. Tổ hợp nhà ga hành khách và văn phòng điều hành sân bay Berlin-Tegel được xây dựng từ năm 1970 đến 1975, với kiến trúc hình lục giác đã đưa danh tiếng của gmp ra tầm thế giới. Thiết kế của gmp cho sân bay Berlin Tegel đã giữ kỷ lục từ năm 1975 là sân bay có thiết kế cho ôtô trả và đón khách với khoảng cách gần nhất đến các cửa lên xuống máy bay. Khoảng cách từ máy bay đến lối ra của nhà ga chỉ dài khoảng 30m. Ý tưởng thiết kế sáng tạo này được tiếp tục phát triển cho các Nhà ga sân bay Stuttgart và sân bay Hamburg.
Năm 1978, gmp giành giải nhất trong cuộc thi kiến trúc quốc tế cho Thư viện quốc gia ở Tehran (mang tên Thư viện quốc gia Pahlavi), dự án này không được thực hiện vì Cách mạng Hồi giáo nổ ra năm 1979. Hai dự án phát triển khu dân cư ở Ả Rập Xê-út vào năm 1980 đánh dấu những dự án đầu tiên của gmp thực hiện ngoài châu Âu. Sau đó các công trình của gmp thiết kế tiếp tục mở rộng sang các nước như Thổ Nhĩ Kỳ, Latvia và Ý.
Trong các cuộc thi tuyển kiến trúc ở cấp quốc gia và quốc tế, công ty gmp đã đạt 380 giải nhất và nhận nhiều giải thưởng kiến trúc tiêu biểu. Đến nay công ty gmp đã hoàn thành hơn 410 dự án. Các dự án mới nhất bao gồm Cung văn hóa Dresden, Trung tâm nghệ thuật Mannheim và Sân vận động Santiago Bernabéu của Câu lạc bộ bóng đá Real Madrid. Về thiết kế đô thị, gmp đã thực hiện quy hoạch của Thành phố cảng Hamburg và nhiều dự án quy hoạch đô thị tại Trung Quốc, bao gồm cả Thành phố mới Lâm Cảng ở Thượng Hải cho 800.000 cư dân.
Hiện nay các công trình tại nước ngoài của công ty gmp bao gồm các dự án tại Thụy Sỹ, Áo, Ba Lan, Trung Quốc, Ấn Độ, Việt Nam, Hàn Quốc, Brazil, Tây Ban Nha, Nga, Qatar, Iran, Pakistan và Luxembourg. Ngoài hai trụ sở ở Hamburg, các chi nhánh lớn của gmp đặt tại các thành phố khác trên thế giới bao gồm: Berlin, Aachen, Bắc Kinh, Thâm Quyến, Thượng Hải và Hà Nội.

## Tại Đức

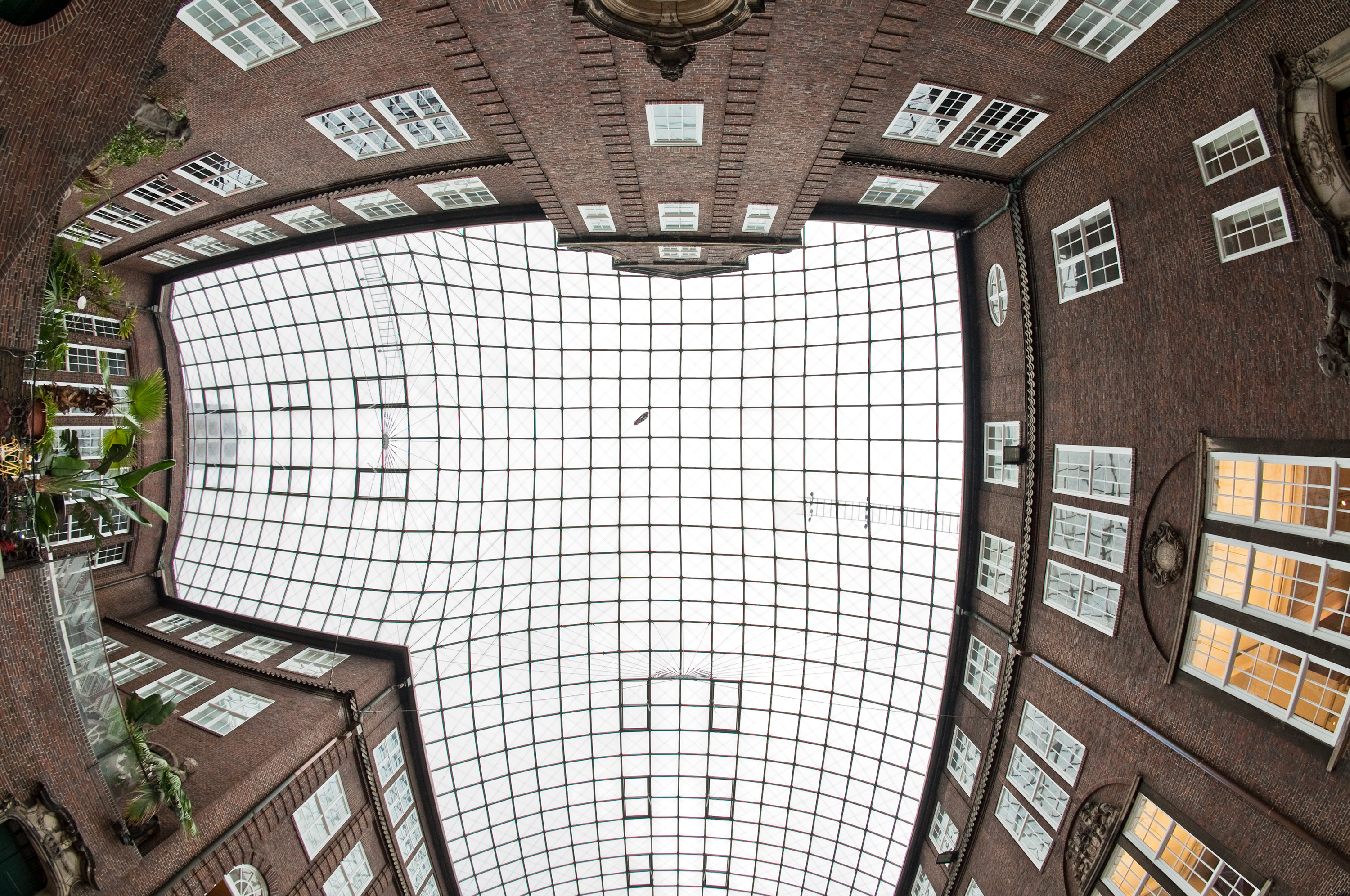
Mái vòm sân trong của Bảo tàng lịch sử Hamburg (1989)

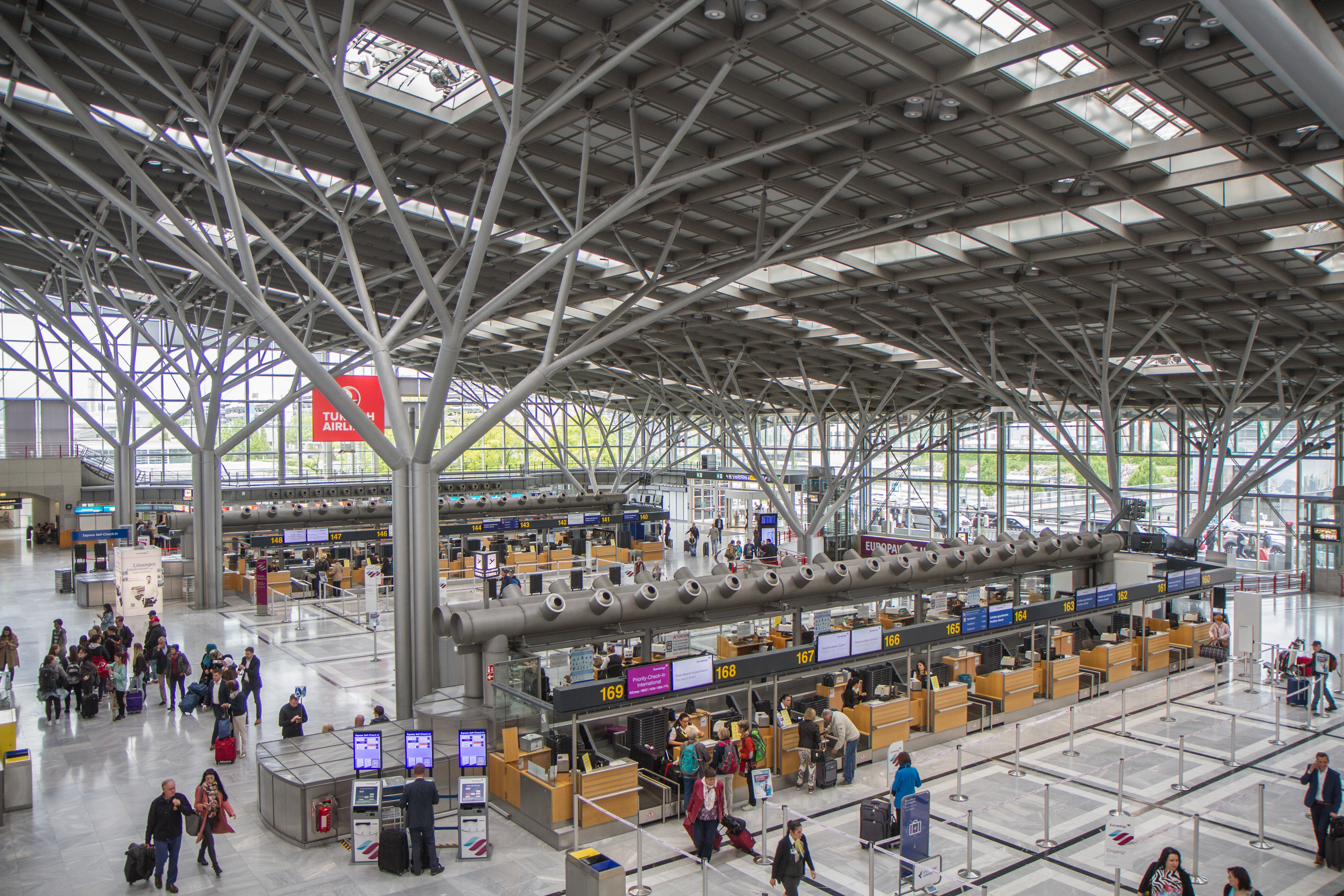
Nhà ga số 1 sân bay Stuttgart (1991)

Trước khi tốt nghiệp cử nhân, Meinhard von Gerkan và Volkwin Marg cùng làm trợ giảng tại Đại học Braunschweig, sống tại một tòa nhà chờ ngày tháo dỡ và làm thêm cho các dự án kiến trúc của các công ty lớn. Họ bắt tay hợp tác vào năm 1965 khi vừa tốt nghiệp, lúc này hai kiến trúc sư đã có một nền tảng kinh nghiệm thu được từ những công việc làm ngoài. Ngay từ đầu, hai kiến trúc sư trẻ đã xác định hướng đi là thiết kế đa dạng thể loại công trình với cách tiếp cận chuyên nghiệp cho tổng thể cả dự án. Ngay trong năm đầu thành lập, hai kiến trúc sư mới chính thức vào nghề đã thắng liên tiếp nhiều cuộc thi kiến trúc mà nổi bật là giải nhất trong cuộc thi quốc tế thiết kế sân bay Berlin Tegel. Phương án thắng giải là kết quả của sự hợp tác với kiến trúc sư Klaus Nickels và ba kiến trúc sư được giao tất cả các khâu của bản vẽ thiết kế, một cơ hội quý giá cho sự phát triển của gmp sau này.
Năm 1979, công trình Trụ sở Văn phòng cấp bằng sáng chế châu Âu (European Patent Office – EPO) ở Munich là ví dụ đầu tiên cho loại hình trụ sở và văn phòng làm việc, một mảng mà gmp vẫn tập trung đến hiện nay. Tiếp đó là Trung tâm thể thao Đại học Kiel đã tạo tiền đề cho một loạt các sân vận động và công trình thể thao mà gmp thực hiện sau này. Các công trình ngay từ thời kì đầu thành lập đã cho thấy chất lượng và tính bền vững trong các thiết kế của gmp. Chín công trình của gmp đã được xếp hạng là di tích lịch sử, bao gồm cả Phố đi bộ mua sắm Hanse-Viertel ở Hamburg. Đến nay, Hamburg vẫn là thành phố mà gmp hoàn thành nhiều công trình nhất. Trong đó có nhiều văn phòng và tòa nhà làm việc xây mới ở khu Kontorhaus (Di sản văn hóa thế giới UNESCO), hay dự án cải tạo Bảo tàng lịch sử Hamburg với mái vòm thép đan trọng lượng nhẹ. Đến những năm 1980, gmp đã thực hiện các dự án ở gần như tất cả các thành phố lớn của Tây Đức. Công ty thành lập chi nhánh ở Berlin, Braunschweig, Aachen, và Frankfurt.
Sau khi nước Đức thống nhất, gmp đã tiến hành thiết kế hàng loạt các tòa nhà ở Berlin, chủ yếu là trụ sở cơ quan Nhà nước và công trình giao thông công cộng như: ga trung tâm Berlin, ga Berlin-Spandau, trung tâm tổ chức sự kiện Tempodrom, khu phức hợp văn phòng Jakob-Kaiser-Haus của Quốc hội Đức. Năm 1996, công trình Trung tâm hội chợ thương mại Leipzig được khánh thành, là một trong những dự án lớn nhất của kế hoạch Aufbau Ost (Kiến thiết miền Đông) của Chính phủ Liên bang mới. Tại Hội chợ triển lãm thế giới Expo 2000 ở Hanover, gmp đã thiết kế Nhà triển lãm Christus bằng thép và kính hình hộp chữ nhật có chức năng như một nhà nguyện cho Giáo hội Công giáo, sau khi hội chợ kết thúc, tòa nhà được đem đặt tại tu viện Volkenroda (Thüringen).
Ngoài dự án sân bay Berlin Tegel, gmp cũng thiết kế nhiều sân bay mới và hiện đại tại Đức như: sân bay Stuttgart, sân bay Hamburg và sân bay Berlin-Brandenburg mới. Trong đó có nhiều yếu tố kiến trúc rất sáng tạo và trở thành những hình mẫu tiêu biểu cho kiến trúc sân bay đương đại. Nhà ga số 1 của sân bay Stuttgart có các trụ thép đỡ mái được thiết kế theo hình dạng các thân cây với cành vươn ra, vừa đáp ứng yêu cầu về kết cấu vừa tạo tính thẩm mỹ độc đáo cho nhà ga sân bay, các trụ thép tạo thành một "khu rừng" với các "cành cây" vươn dài uyển chuyển. Ở sân bay Hamburg, các tòa nhà mới xây đều được thiết kế giống như những hội trường lớn ngập tràn ánh sáng, tạo thành không gian rộng rãi liên tục bên dưới mái nhà cong tựa cánh máy bay. Trục khung treo phía trước nối liền với khu vực bay như một cấu trúc xương sống.
Về quy hoạch, gmp đã thiết kế hai dự án phát triển đô thị lớn nhất tại Đức là HafenCity ở Hamburg và Europacity ở Berlin. Ngoài ra, các dự án cải tạo và bảo tồn di sản kiến trúc đòi hỏi nghiên cứu kĩ lưỡng của gmp cũng được đánh giá cao như: cải tạo tòa nhà Hans-Sachs ở Gelsenkirchen (2013), mở rộng Bảo tàng Kunsthalle Mannheim (2017), cải tạo Cung văn hóa Dresden (2017).

### Hoạt động xã hội

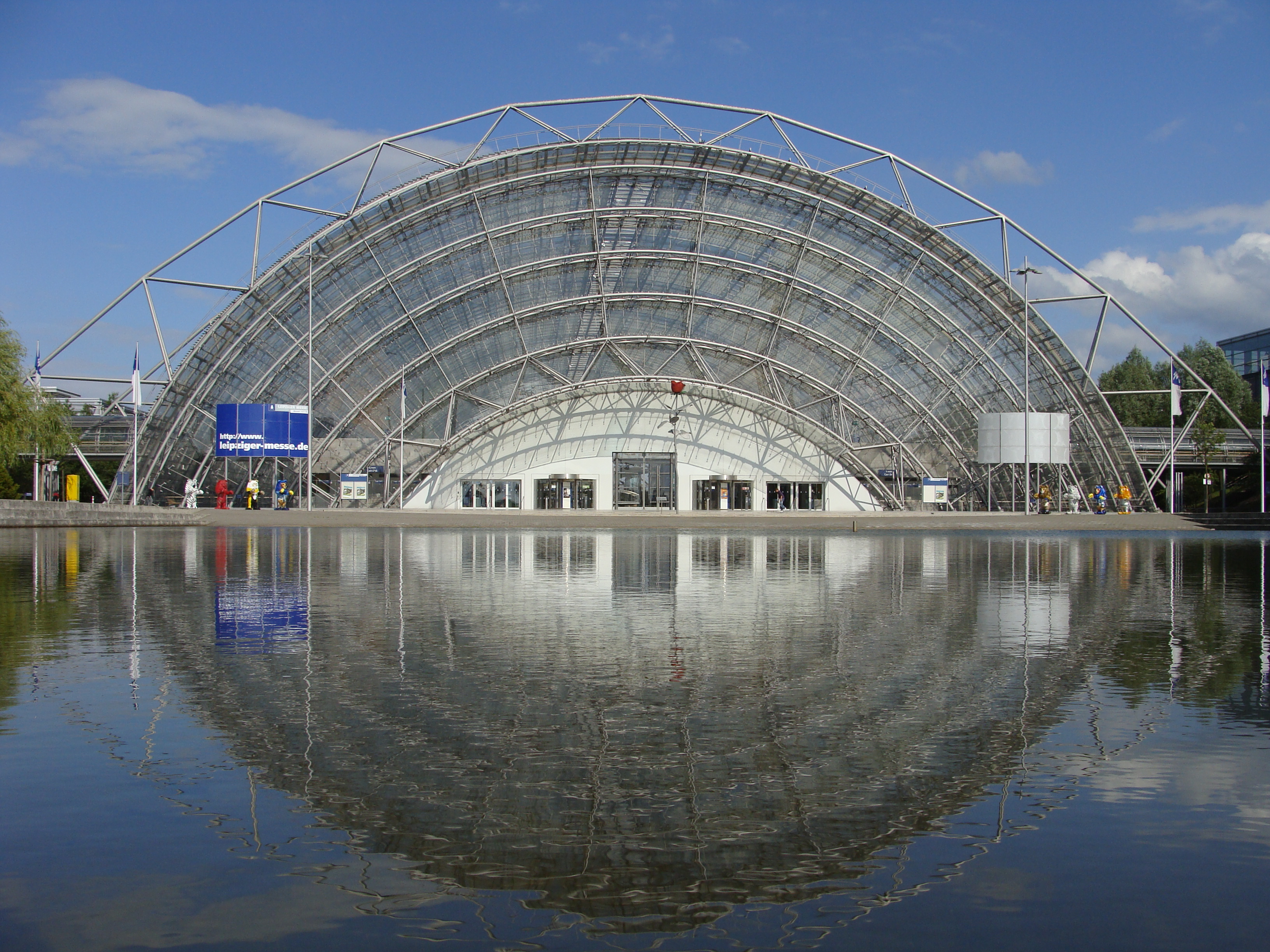
Trung tâm hội chợ thương mại Leipzig (1996)

Năm 2007, Meinhard von Gerkan, Volkwin Marg và các cộng sự trong gmp đã thành lập Viện văn hóa kiến trúc (aac) tại Hamburg. Viện aac giảng dạy và đào tạo các kiến trúc sư thiết kế theo hướng tôn trọng đối thoại, sự đàm thoại giữa các điều kiện cho kiến trúc và chính người kiến trúc sư. Tư tưởng chủ đạo của aac cho rằng "người kiến trúc sư đại diện cho xã hội, chứ không phải cho chính mình" và "người kiến trúc sư có một trách nhiệm xã hội đặc biệt vì ngành kiến trúc là nghệ thuật trong sự gắn bó và áp dụng mang tính xã hội".
Đi cùng với Viện aac là Quỹ gmp nhằm khuyến khích và đào tạo sinh viên, cử nhân, nghiên cứu sinh trong lĩnh vực kiến trúc, kiến trúc cảnh quan và bảo tồn trong và ngoài nước Đức. Mục tiêu chính của quỹ là thực hiện quyên góp tài chính cho Viện văn hóa kiến trúc (aac). Ngoài việc đào tạo các sinh viên và cử nhân có năng lực tốt trong lĩnh vực kiến trúc, aac còn tổ chức các chương trình khoa học văn hóa đa dạng và công khai băng nhiều hình thức khác như thuyết trình, hội thảo hay hội nghị, nhằm trình bày và thúc đẩy sự kết nối giữa kiến trúc với các lĩnh vực văn hóa, khoa học nhân văn một cách trực tiếp và sinh động.

### Công trình tiêu biểu

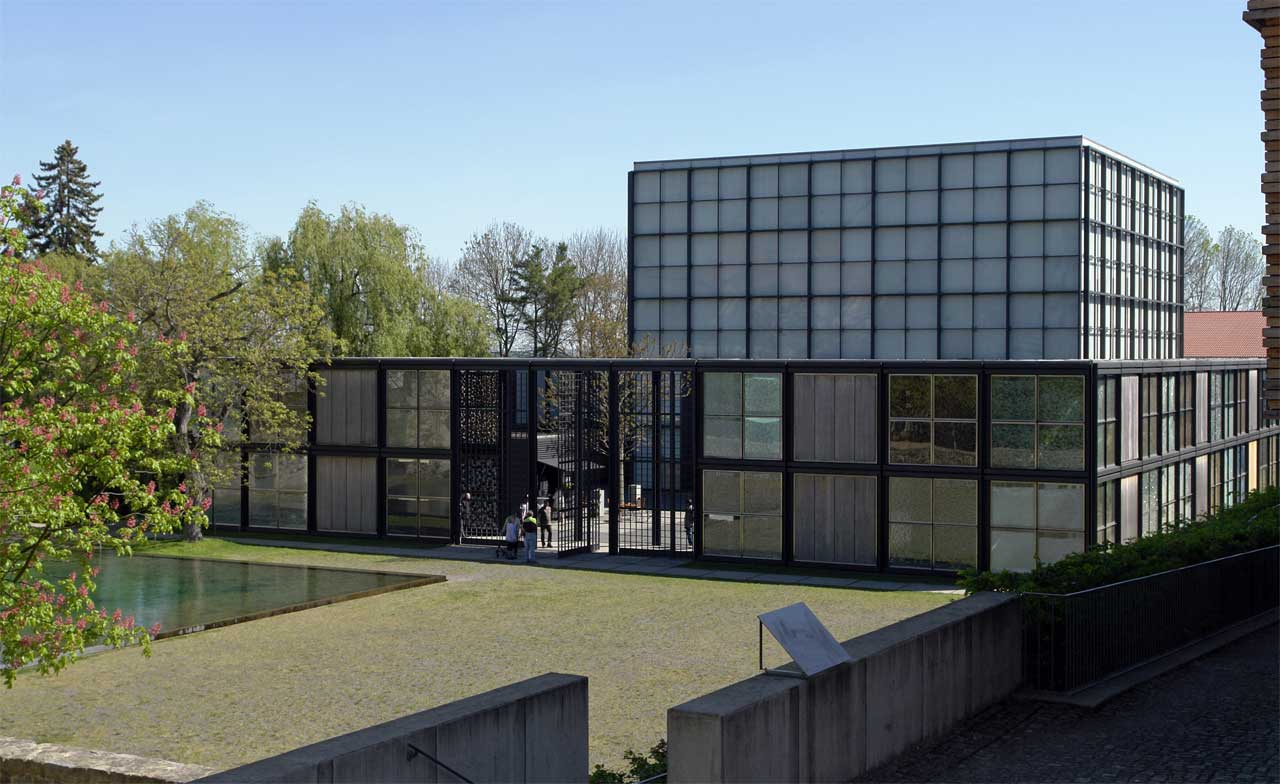
Nhà nguyện Christus (2000)

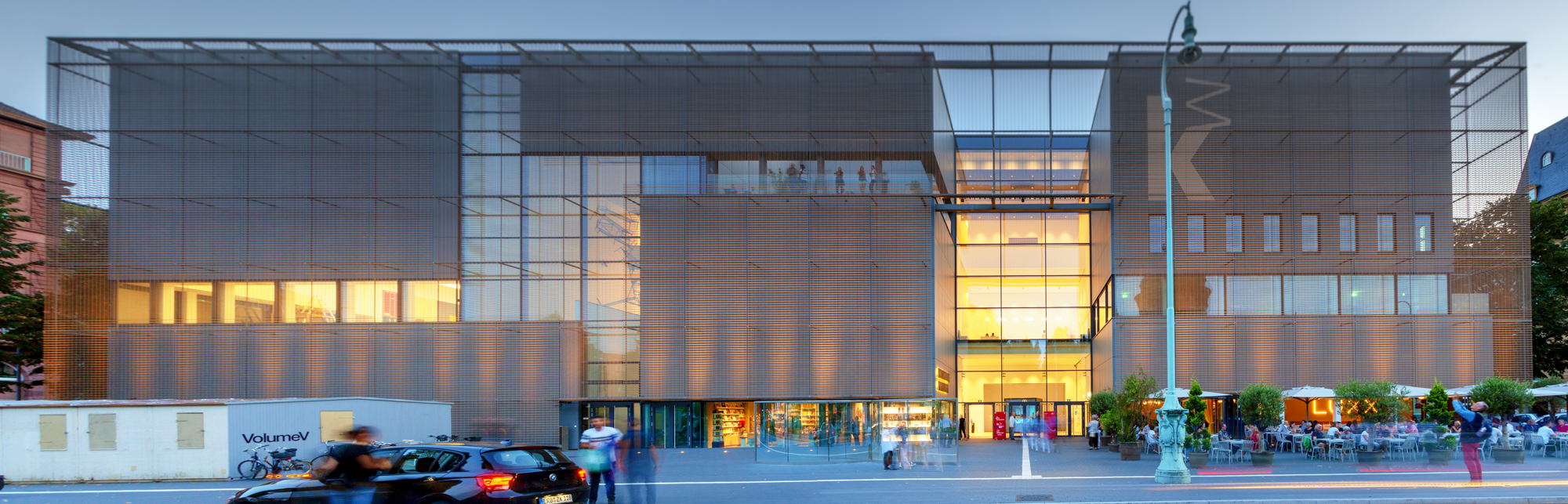
Tòa nhà mới của Bảo tàng Kunsthalle Mannheim (2017)

Các dự án tiêu biểu của gmp tại Đức có thể kể đến như:
- 1974 Sân bay Berlin Tegel
- 1976 Trung tâm thể thao Đại học Christian-Albrechts Kiel
- 1980 Tòa nhà Văn phòng cấp bằng sáng chế châu Âu, Munich
- 1980 Khu mua sắm Hanse Viertel, Hamburg, cải tạo nội thất và xây mới lối đi bộ dưới vòm kính
- 1990 - 2008 Sân bay Hamburg: Nhà ga 1 (1993), Nhà ga 2 (2005) và Airport Plaza (2008)
- 1991, 2004 Sân bay Stuttgart Nhà ga 1 (1991) và Nhà ga 3 (2004)
- 1993 Tòa nhà Zurich, Hamburg
- 1993 Viện dưỡng lão Augustinum Hamburg
- 1994 Trung tâm hội nghị và biểu diễn âm nhạc Lübeck
- 1996 Trung tâm hội chợ thương mại Leipzig (hợp tác với Ian Ritchie Architects, London)
- 1998 Ga Berlin-Spandau
- 1999 Hội trường Weimar mới
- 2000 Nhà nguyện Christus, Hanover (sau chuyển tới Volkenroda)
- 2001 Khách sạn Swissôtel Berlin
- 2001 Trung tâm tổ chức sự kiện Tempodrom, Berlin
- 2004 Sân vận động Olympic, Berlin, cải tạo, lắp mái, xây nhà nguyện Thiên chúa giáo
- 2004 Sân vận động RheinEnergie, Cologne
- 2005 Sân vận động Commerzbank-Arena, Frankfurt am Main, cải tạo
- 2006 Ga trung tâm Berlin
- 2010 Trường ba-lê bang Berlin
- 2013 Tòa nhà Hans-Sachs, Gelsenkirchen, cải tạo và xây mới
- 2017 Cung văn hóa Dresden, cải tạo và xây mới phòng hòa nhạc
- 2017 Tòa nhà mới của Bảo tàng Kunsthalle Mannheim
- 2018 Ga tàu điện ngầm Elbbrücken, Hamburg
- 2020 Sân bay quốc tế Berlin-Brandenburg

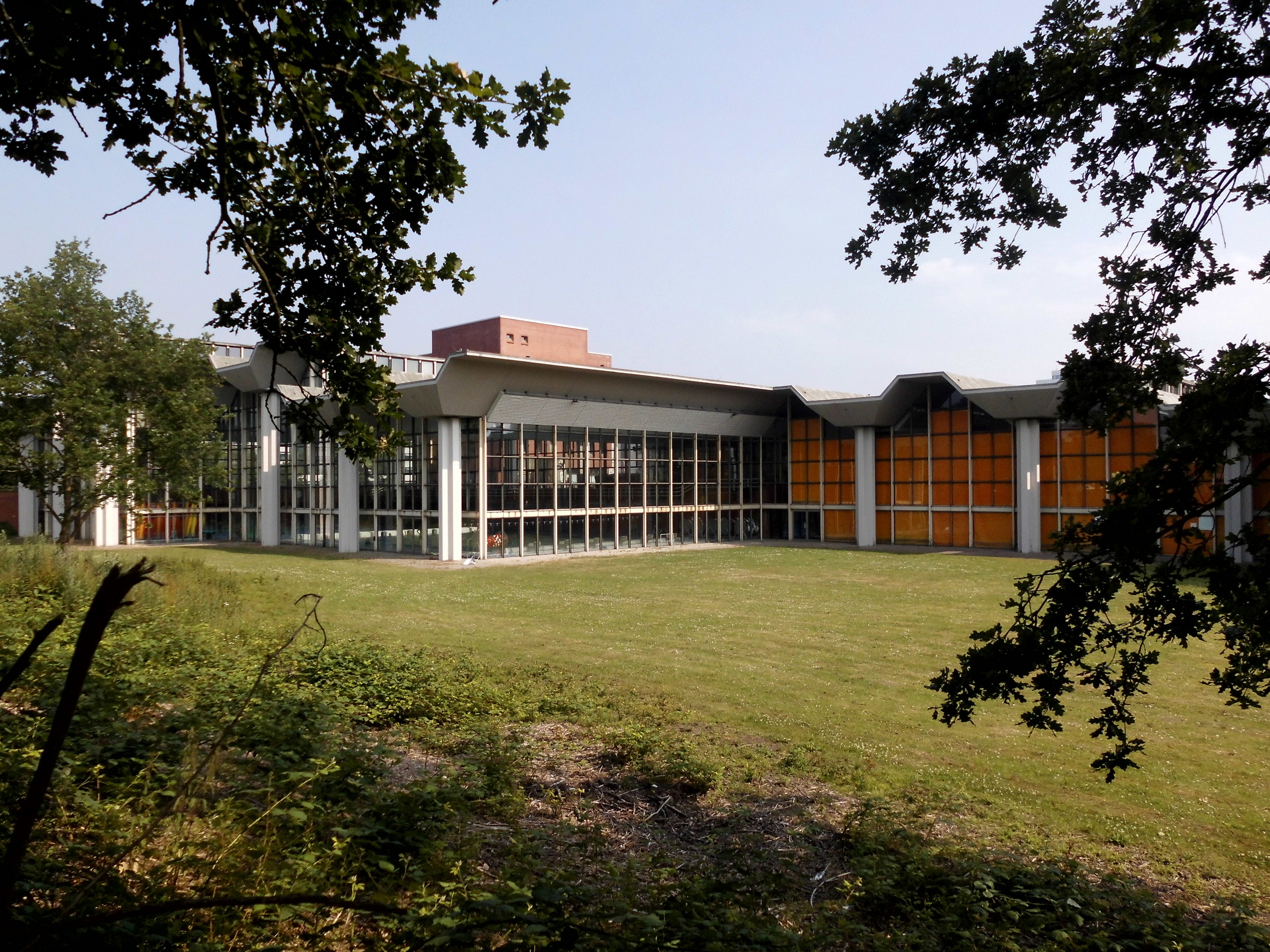
Trung tâm thể thao Đại học Christian-Albrechts Kiel (1976)
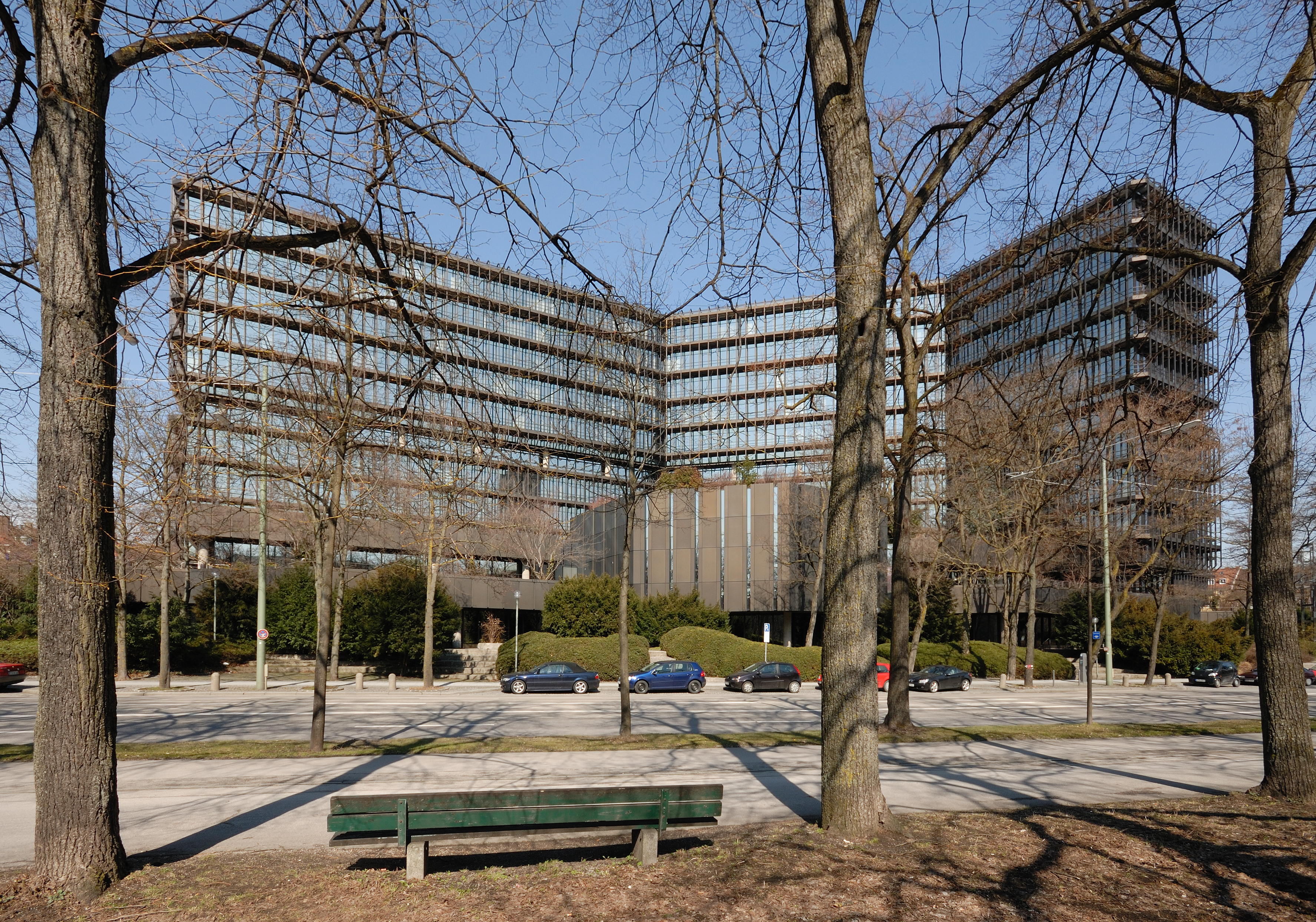
Tòa nhà Văn phòng cấp bằng sáng chế châu Âu, Munich (1980)
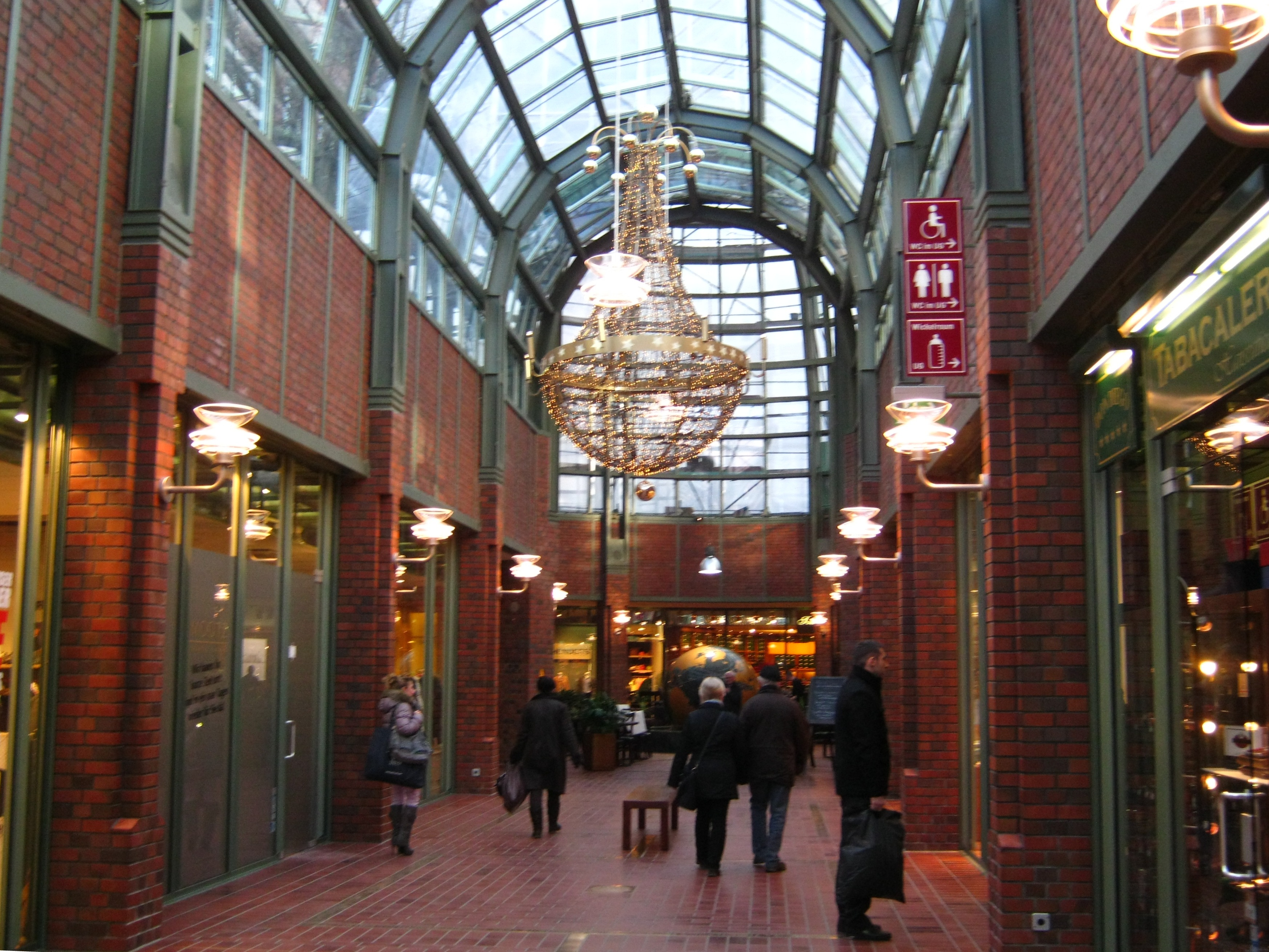
Khu mua sắm Hanse Viertel, Hamburg (1980)
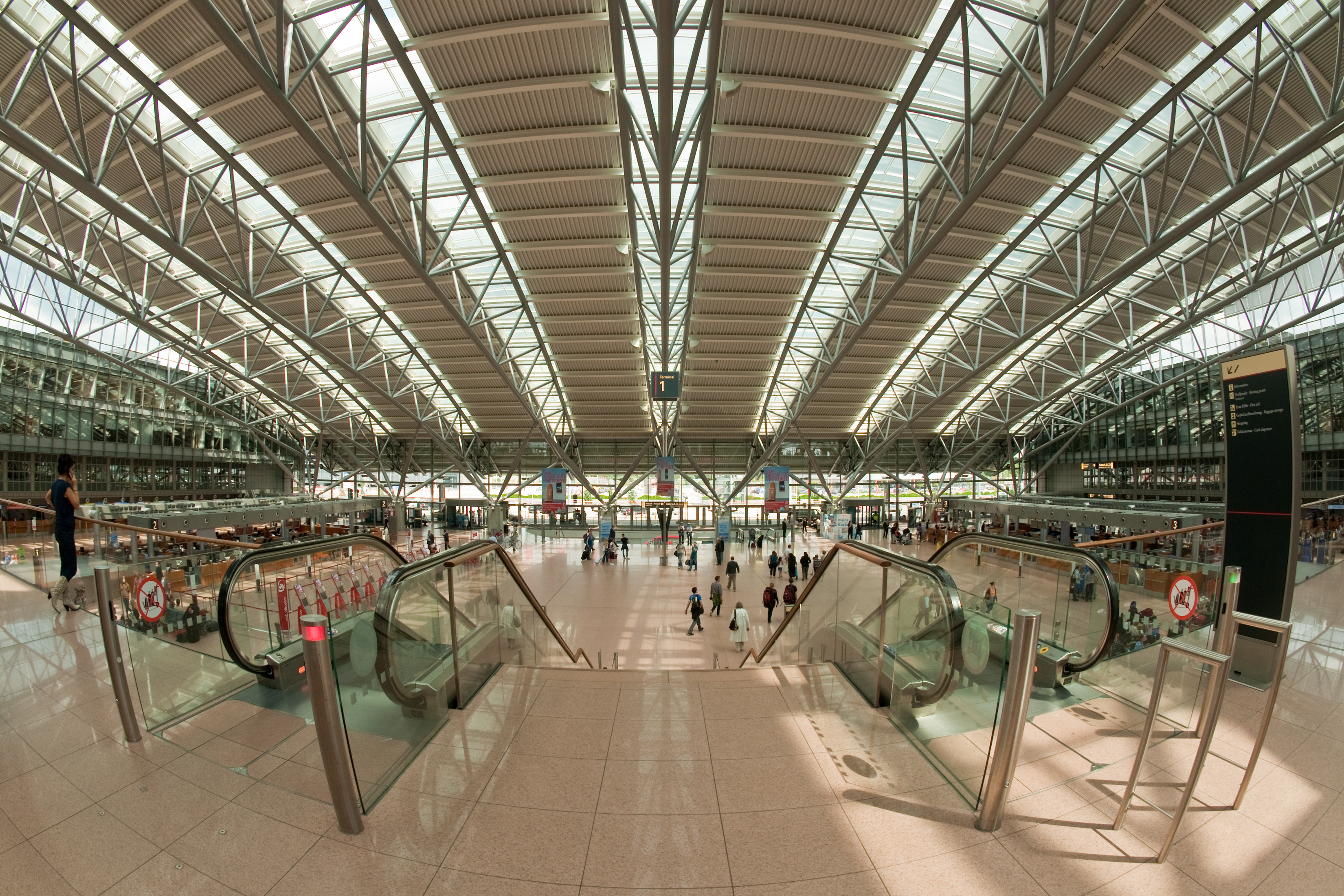
Nhà ga số 1 sân bay Hamburg (1993)
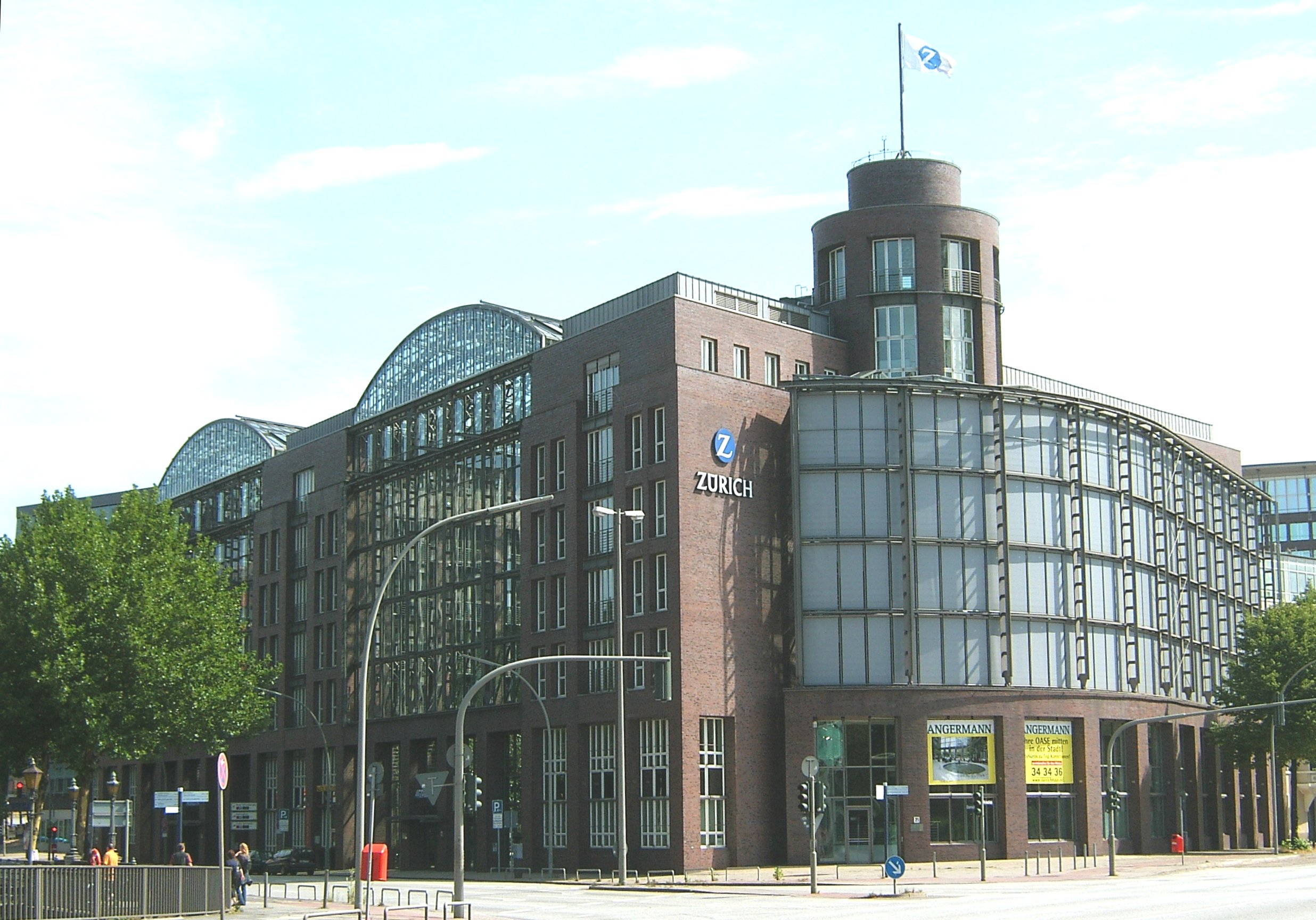
Tòa nhà Zurich, Hamburg (1993)
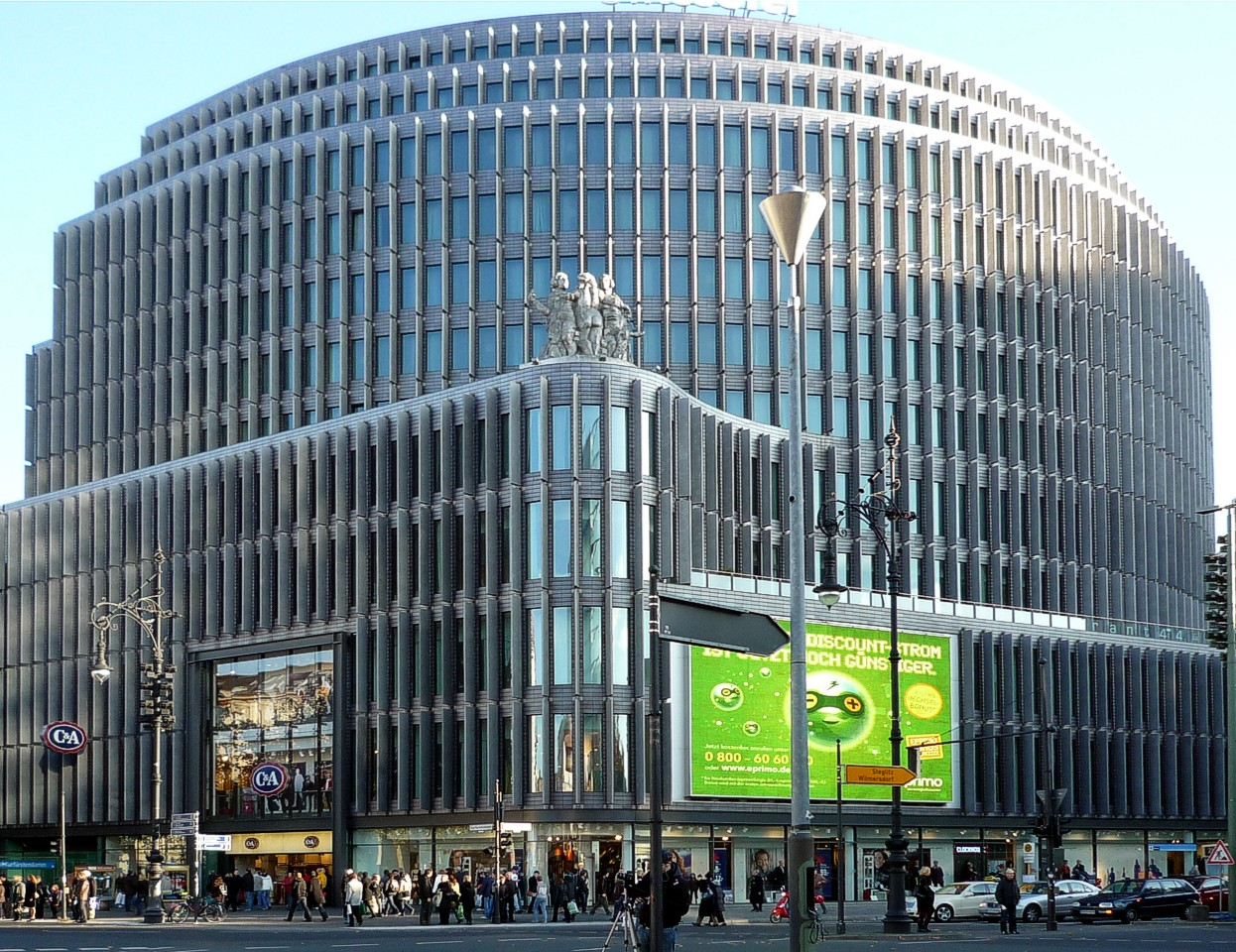
Khách sạn Swissôtel Berlin (2001)
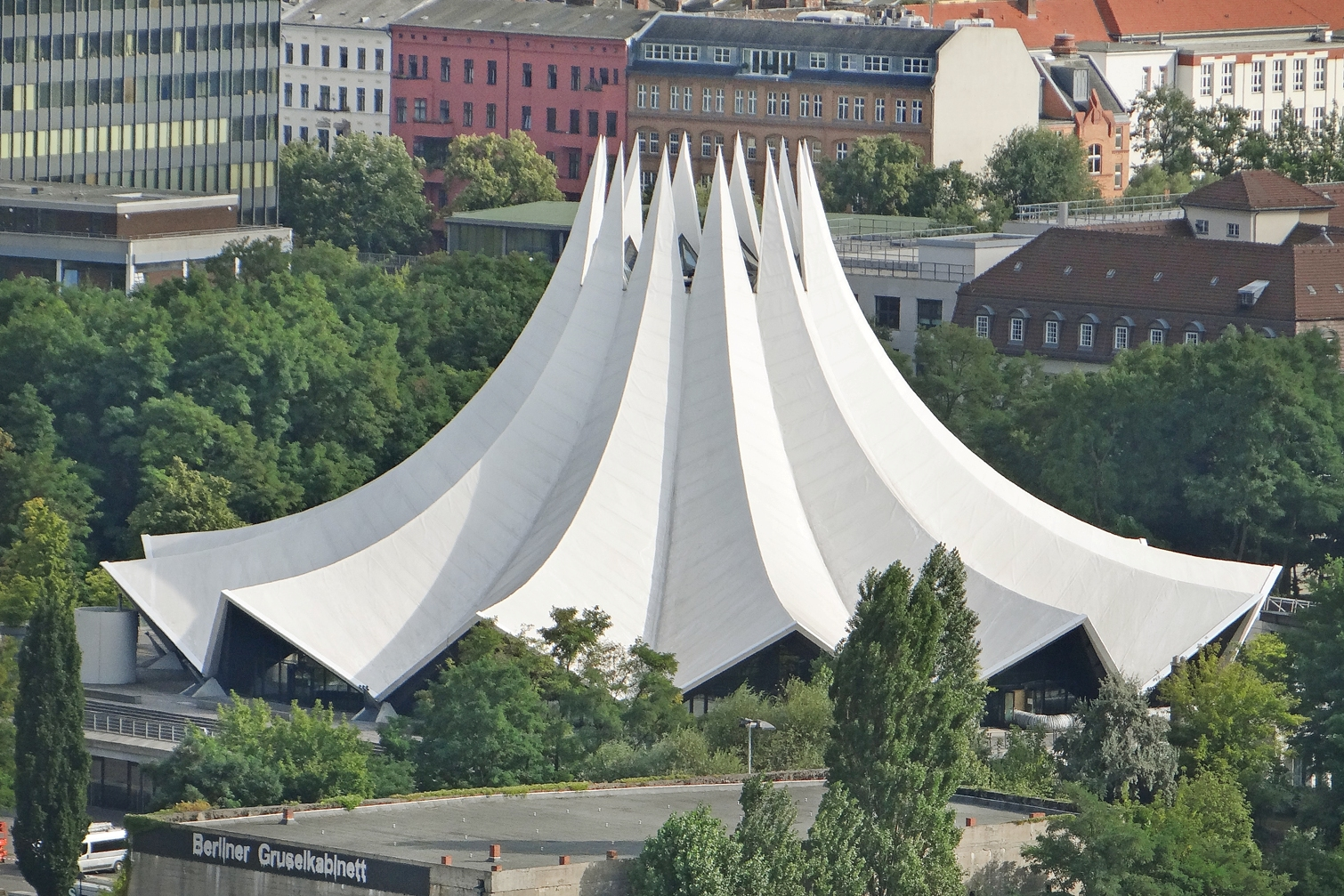
Trung tâm tổ chức sự kiện Tempodrom, Berlin (2001)
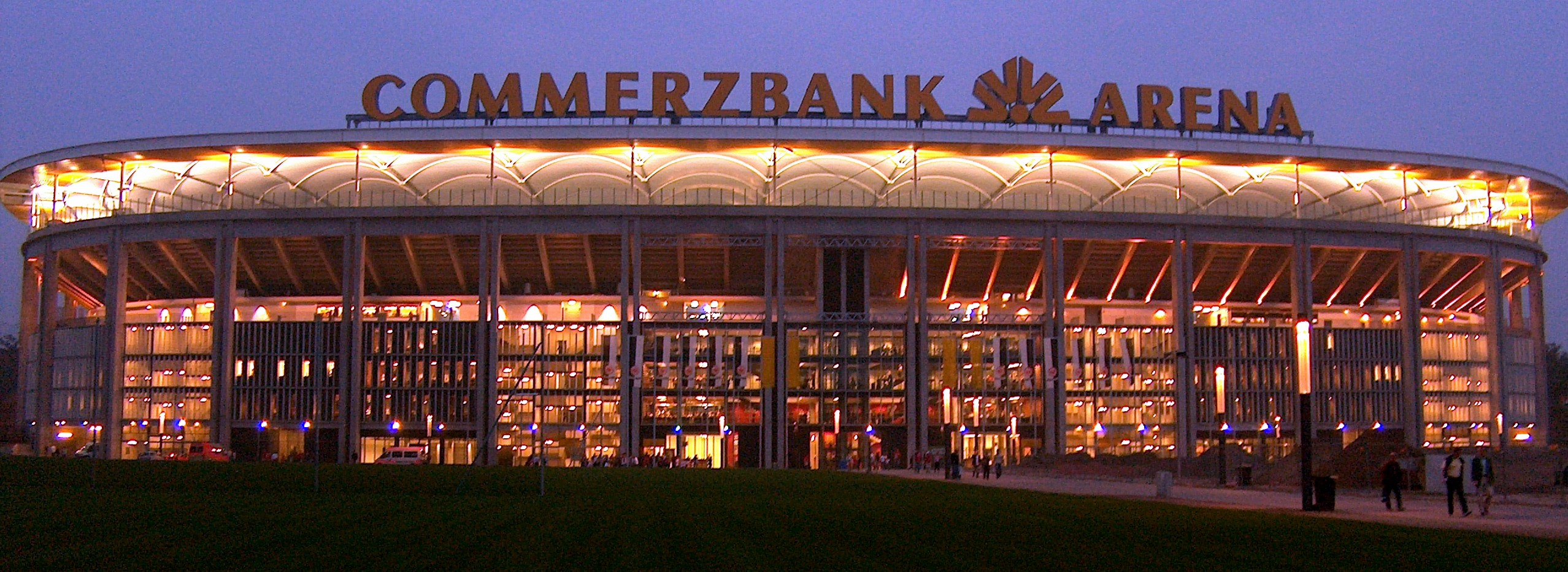
Sân vận động Commerzbank-Arena, Frankfurt am Main (2005)
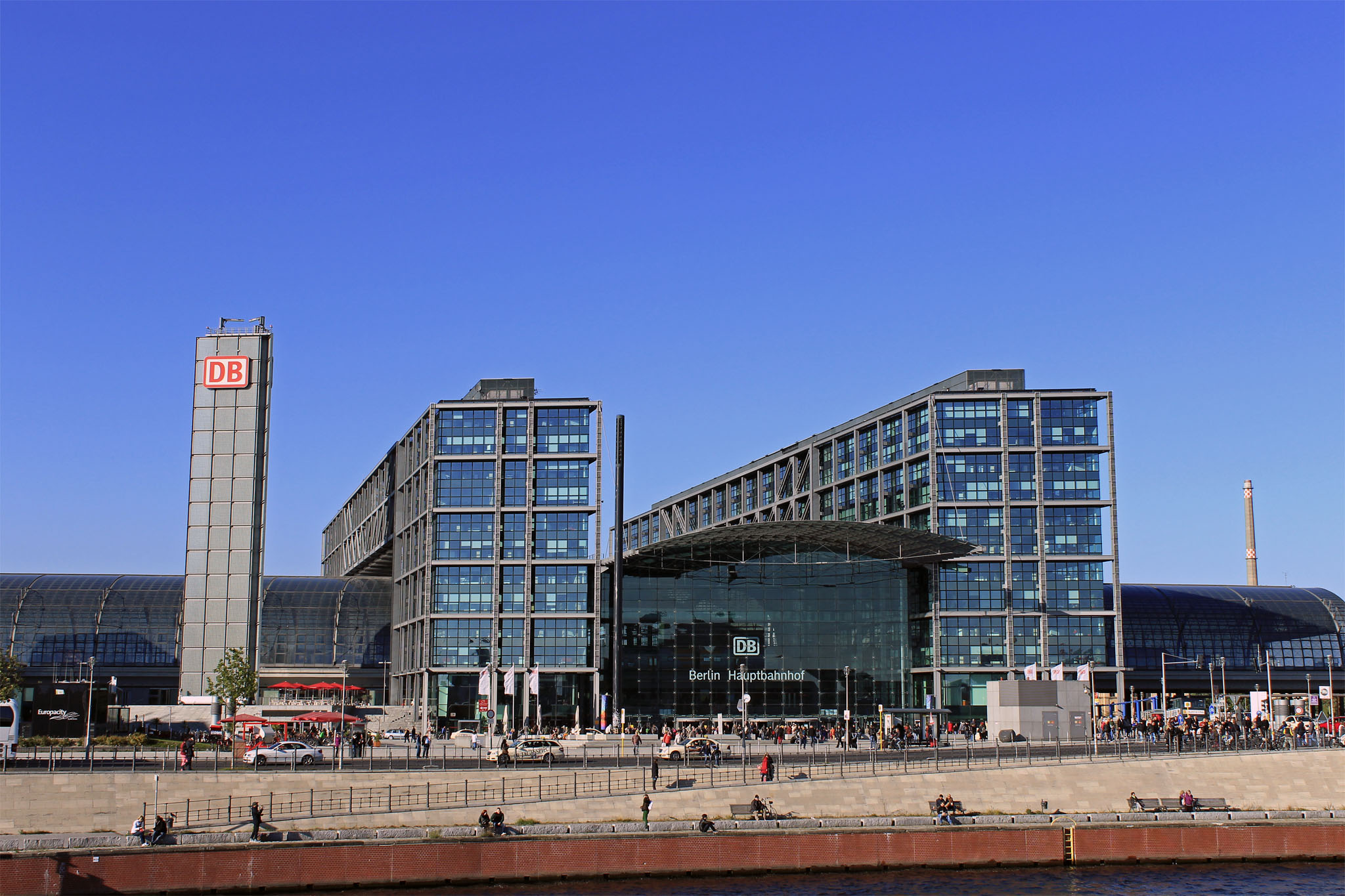
Ga đường sắt trung tâm Berlin (2006)
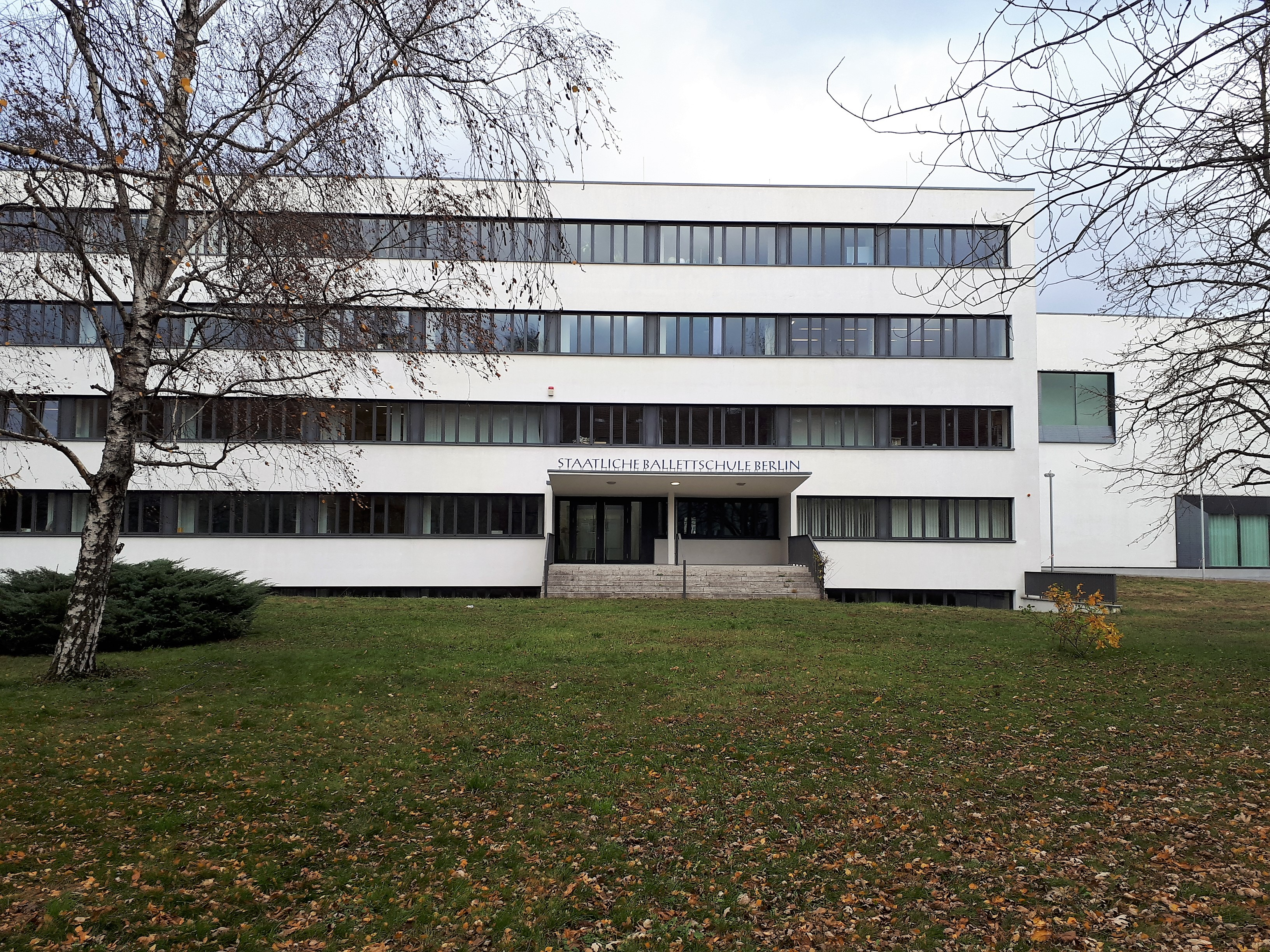
Trường ba-lê bang Berlin (2010)
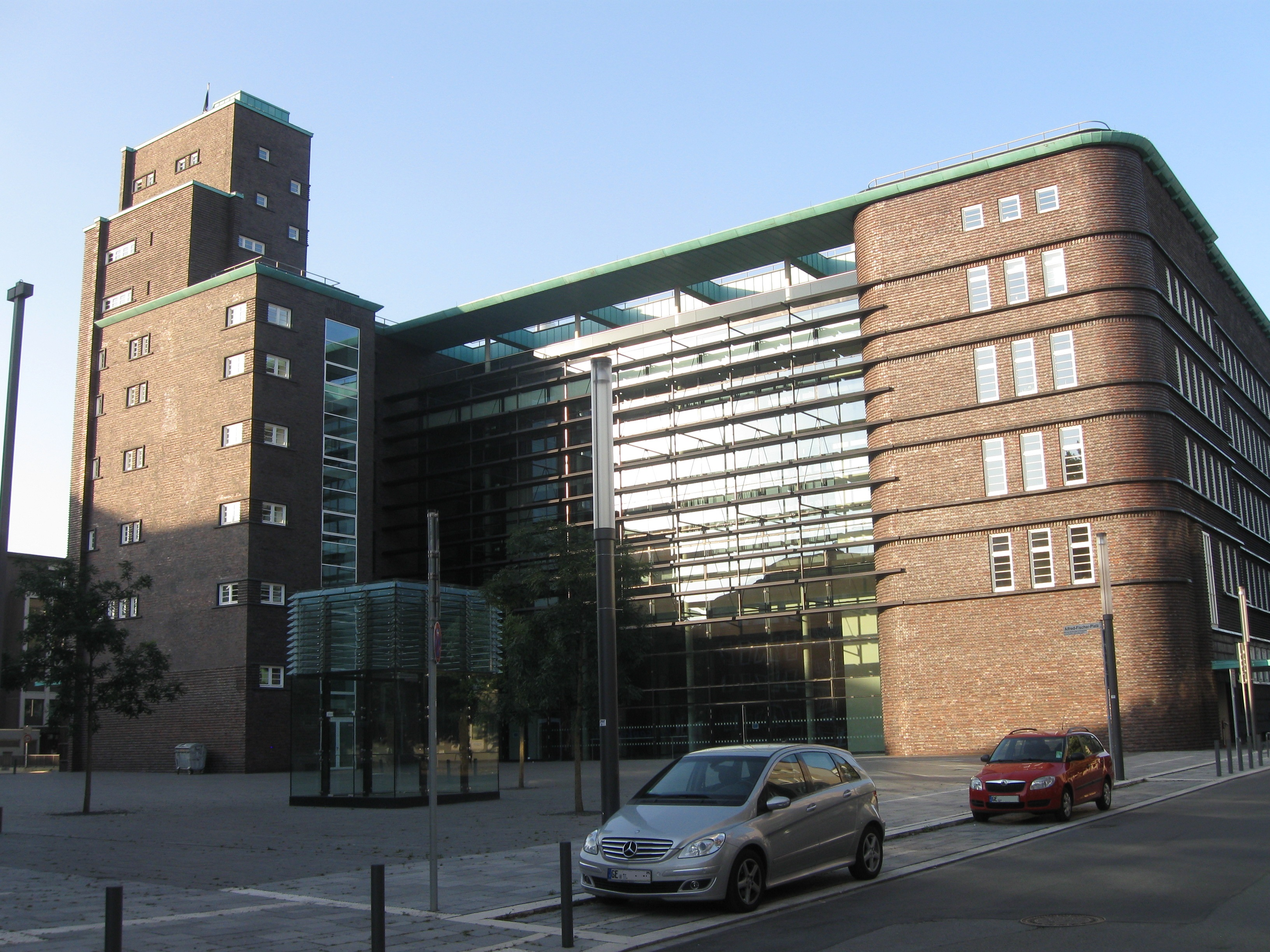
Tòa nhà Hans-Sachs, Gelsenkirchen (2013)
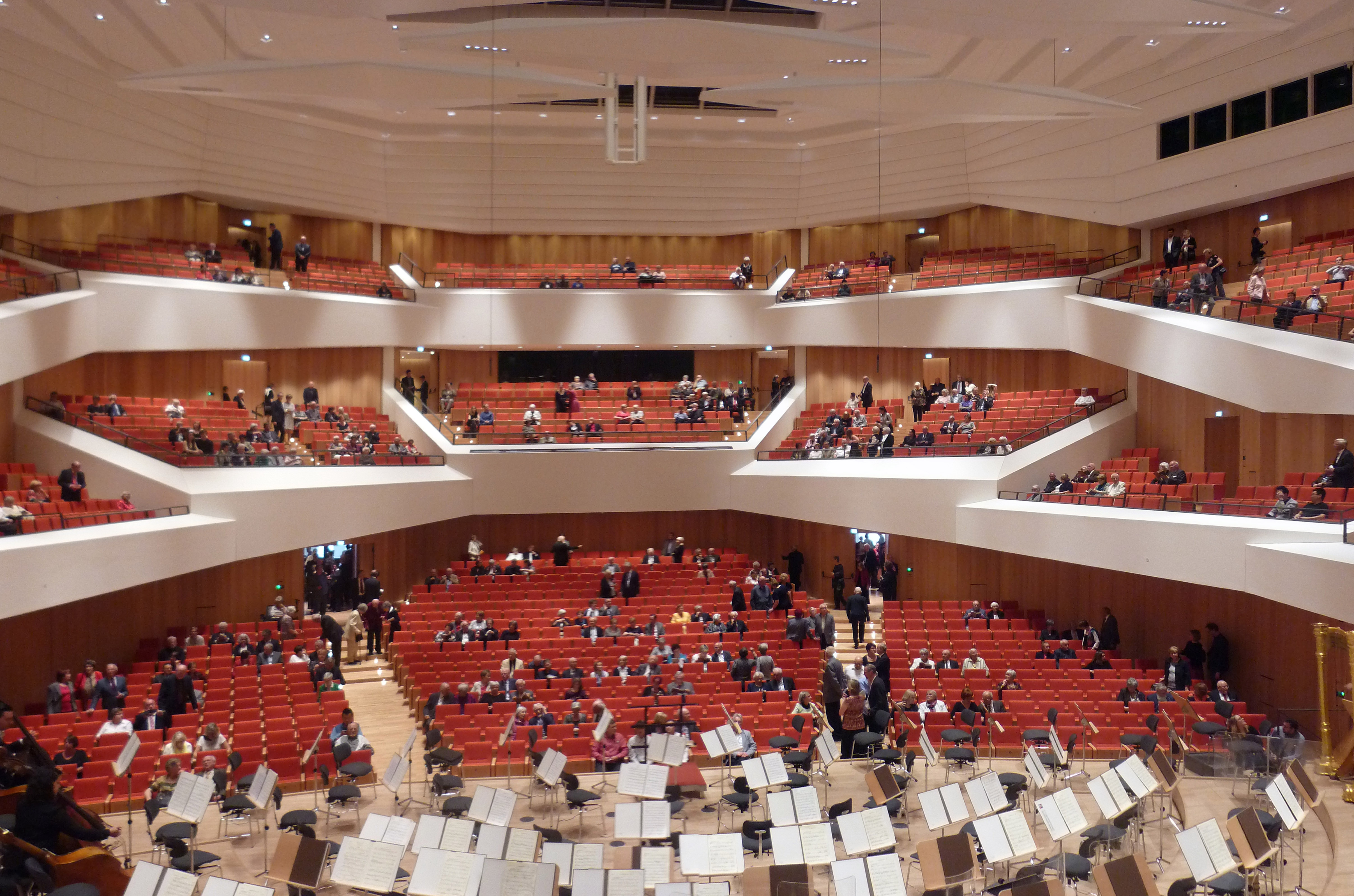
Phòng hòa nhạc mới của Cung văn hóa Dresden (2017)

## Tại Trung Quốc

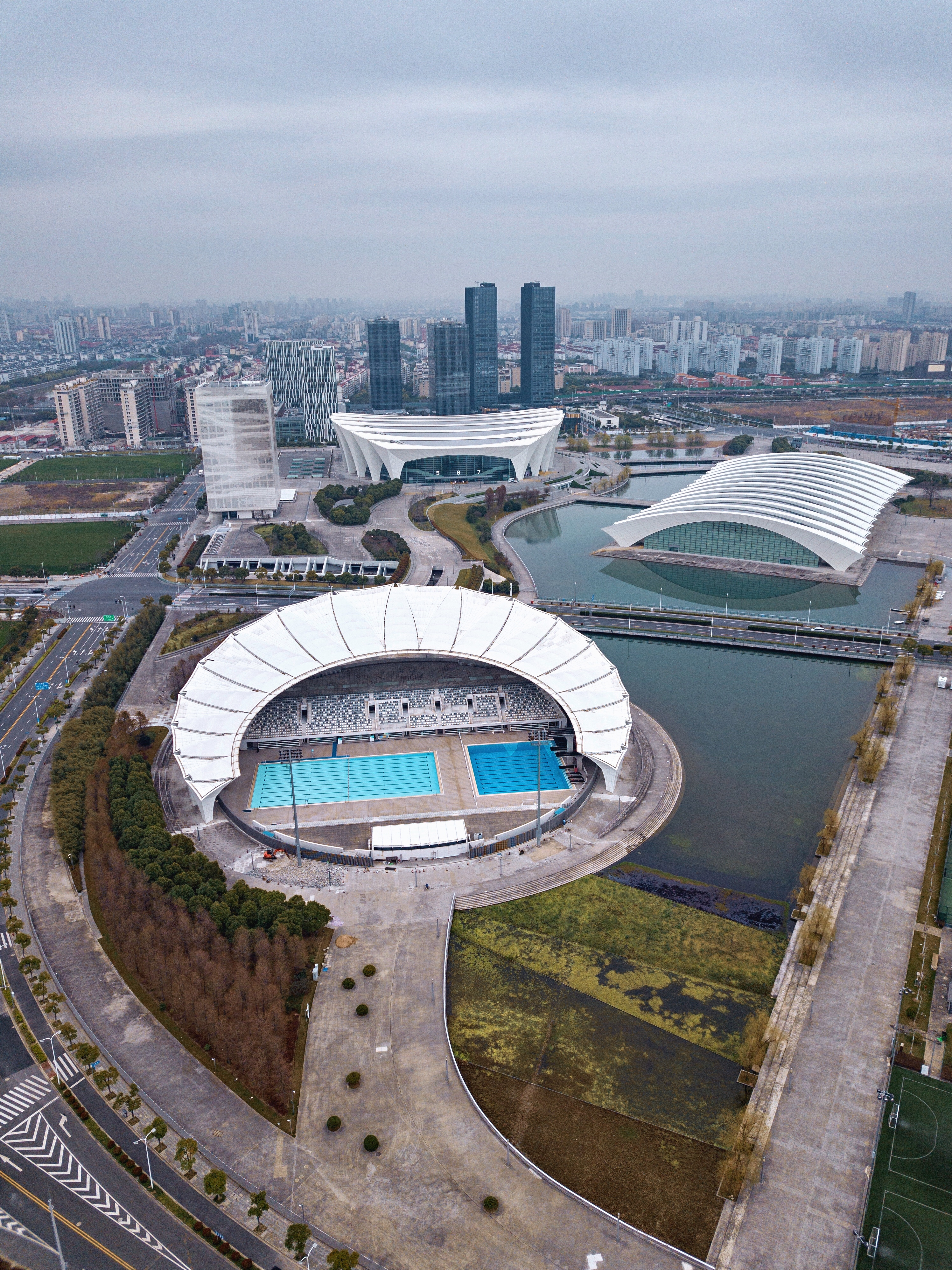
Tổ hợp trung tâm thể thao phương Đông Thượng Hải (2011)

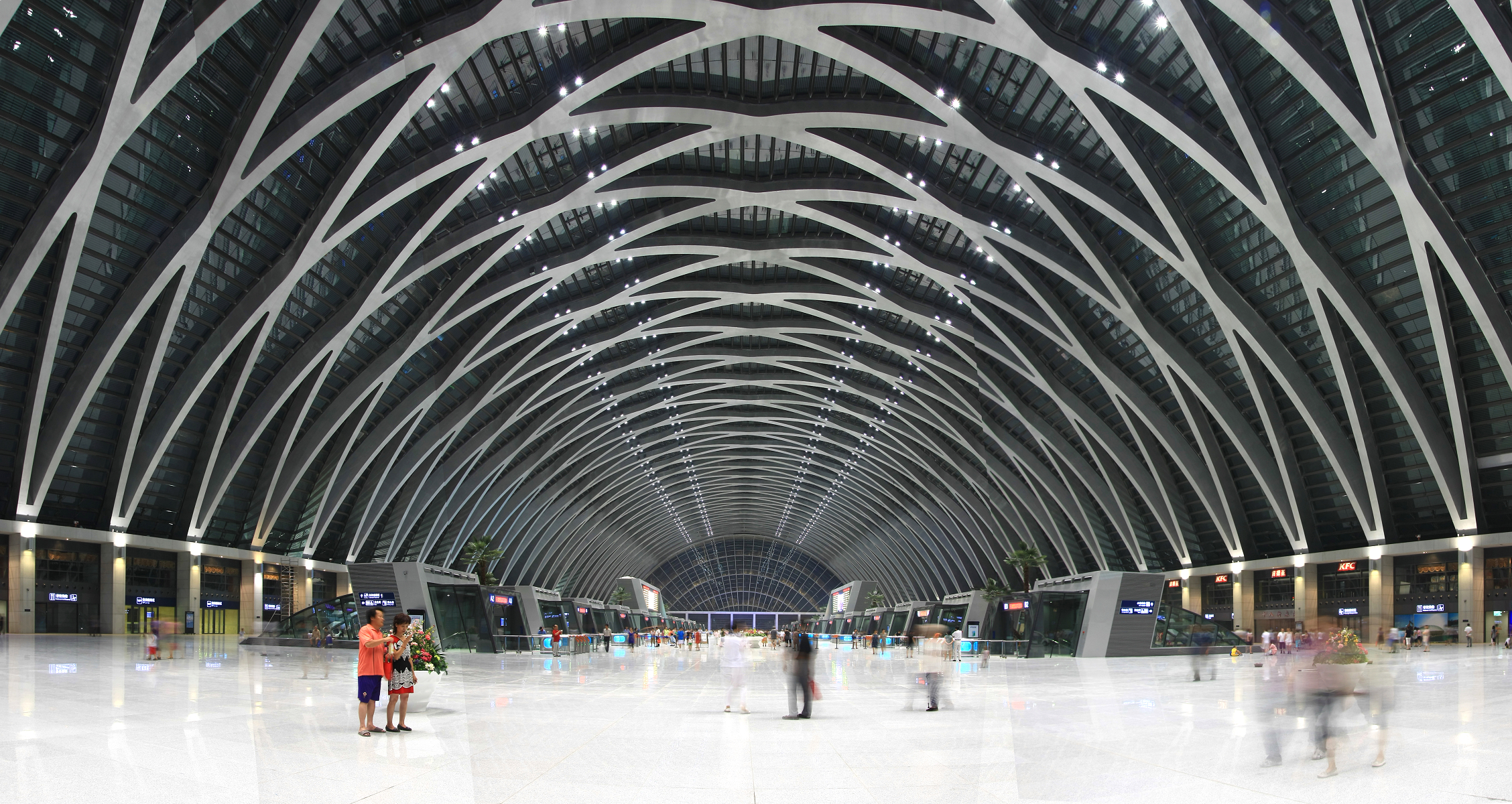
Sảnh chờ ga đường sắt Tây Thiên Tân (2011)

Gmp đã trở thành công ty kiến trúc châu Âu thành công nhất tại Trung Quốc. Vào năm 2000, khi gmp triển khai công trình đầu tiên tại Trung Quốc là Trường quốc tế Đức tại Bắc Kinh (Deutsche Botschaftsschule Peking) thì gmp đang tiến hành 17 công trình khác tại Đức. Đến năm 2011-2012, gmp đã có đến 30 dự án tại Trung Quốc đang tiến hành nhiều hơn gấp đôi toàn bộ số dự án tại Đức và các nước toàn thế giới là 13. Đến hết năm 2015, gmp đã có 93 công trình hoàn thành tại Trung Quốc, cộng thêm 50 công trình đang xây dựng và hơn 40 công trình đang trong quá trình thiết kế
Sau một vài năm tiến hành các dự án ở Trung Quốc, kiến trúc sư Nikolaus Goetze của gmp cho biết rằng tuy hãng kiến trúc nước ngoài được trả phí cao hơn các đồng nghiệp Trung Quốc từ 2,5-5% tổng đầu tư dự án nhưng vì giá thành xây dựng ở Trung Quốc rất thấp, chỉ bằng một phần tư đến một phần ba ở Đức nên thực chất việc thiết kế kiến trúc để có lợi về mặt kinh tế không dễ dàng ở Trung Quốc so với công sức cần bỏ ra. Ông cũng cho rằng một hãng kiến trúc nước ngoài muốn tồn tại được ở Trung Quốc và làm ăn có lãi, chỉ có cách là thực hiện nhiều dự án cùng lúc để tiết kiệm các chi phí tư vấn, đi lại, giám sát và cần một đội ngũ nhân viên nhiều kinh nghiệm.
Do vậy mà gmp luôn hợp tác với một hãng kiến trúc của Trung Quốc để họ đảm nhận việc lên mặt bằng tổng thể và trực tiếp giám sát thi công. Chất lượng của các đối tác Trung Quốc làm việc với gmp không đồng đều: từ rất chuyên nghiệp đến hoàn toàn không có kinh nghiệm và thậm chí chỉ làm bằng mọi giá vì lợi nhuận. Một khó khăn nữa là các hãng Trung Quốc làm việc với gmp một thời gian sẽ quay sang thuyết phục khách hàng rằng họ có thể thiết kế và xây dựng mà không cần tư vấn kiến trúc nước ngoài nữa, vì họ đã học được hết các kinh nghiệm của hãng nước ngoài rồi.
Năm 2019, kiến trúc sư Meinhard von Gerkan được Hội kiến trúc sư Trung Quốc trao Giải thưởng kiến trúc Lương Tư Thành (tiếng Trung: 梁思成建筑奖 - tiếng Anh: Liang Sicheng Architecture Prize) là giải thưởng cao nhất cho một kiến trúc sư ở Trung Quốc, đồng thời đánh dấu mốc 20 năm hoạt động của gmp ở Trung Quốc.

### Công trình tiêu biểu
Các dự án tiêu biểu của gmp ở Trung Quốc bao gồm:
- 2003 Thành phố mới Nam Hồi, Thượng Hải
- 2005 Trung tâm hội nghị và triển lãm Nam Ninh
- 2005 Trung tâm hội nghị và triển lãm Thâm Quyến
- 2005 Bảo tàng và cục lưu trữ phát triển đô thị, Phố Đông - Thượng Hải
- 2007 Nhà thờ Hải Điến, Bắc Kinh
- 2009 Nhà hát lớn Trùng Khánh
- 2011 Bảo tàng quốc gia Trung Quốc, mở rộng và thiết kế lại
- 2011 Ga đường sắt Tây Thiên Tân
- 2011 Trung tâm thể thao phương Đông Thượng Hải
- 2011 Sân vận động Đại hội thể thao Thâm Quyến
- 2011 Sân vận động Bảo An, Thâm Quyến
- 2012 Nhà hát lớn Thiên Tân
- 2014 Trung tâm Thanh Đảo
- 2015 Trung tâm quốc tế Đại Nguyên, Thành Đô
- 2016 Khách sạn CHAO, Bắc Kinh
- 2016 Trung tâm phát triển công nghệ Huawei, Bắc Kinh
- 2017 GDA Plaza, Hàng Châu
- 2017 Greenland Central Plaza, Trịnh Châu
- 2018 Ga đường sắt Nam Hàng Châu
- 2019 Thư viện số 2 Tô Châu

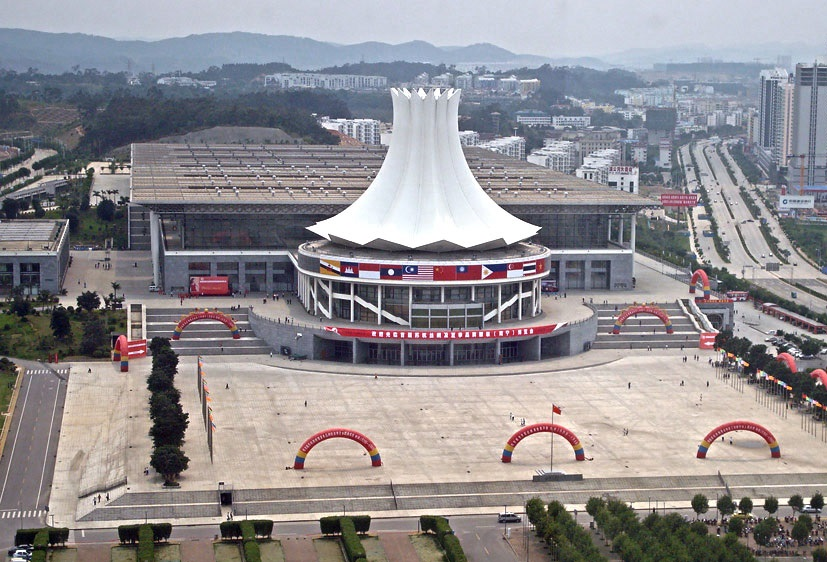
Trung tâm hội nghị và triển lãm Nam Ninh (2005)
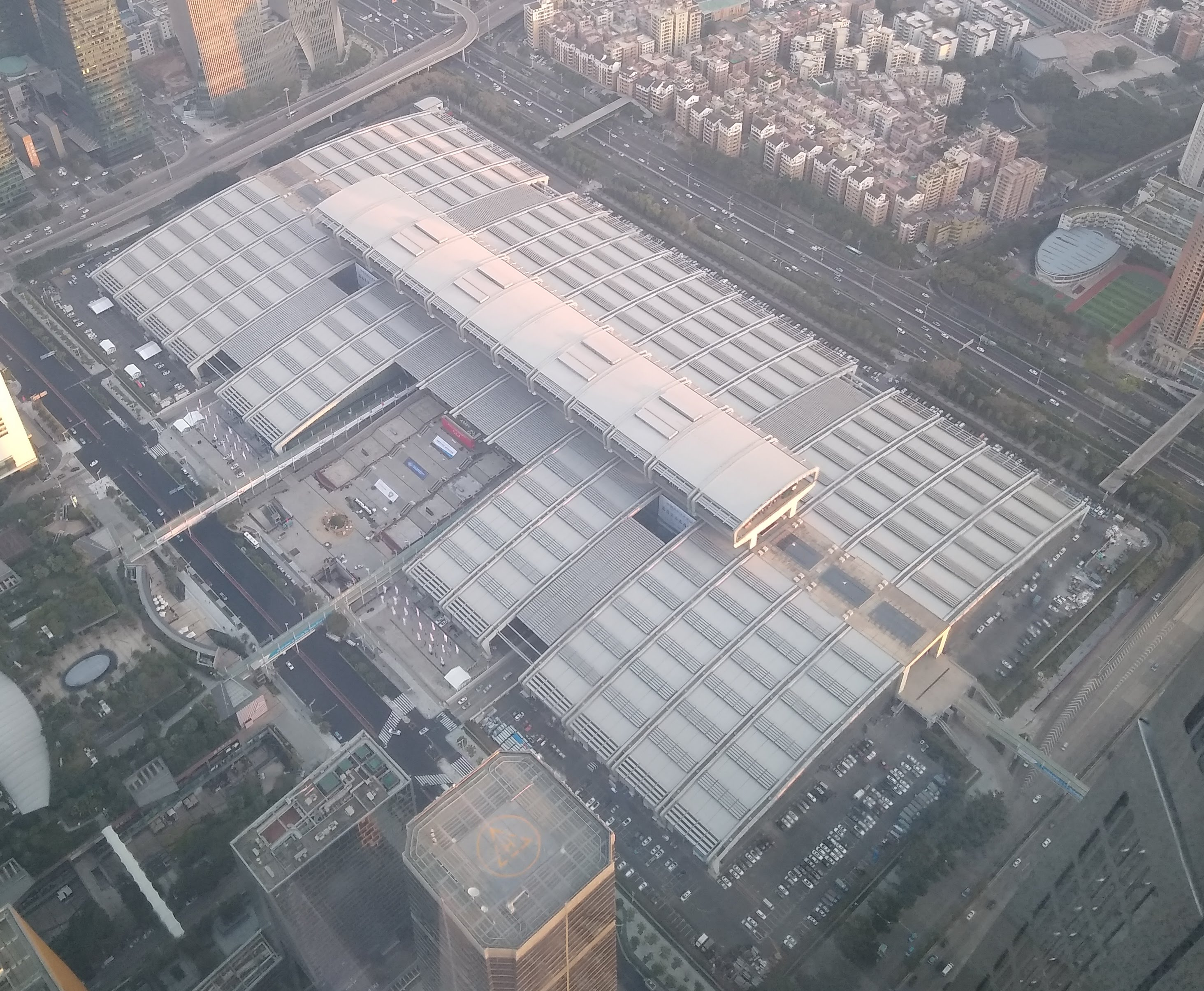
Trung tâm hội nghị và triển lãm Thâm Quyến (2005)
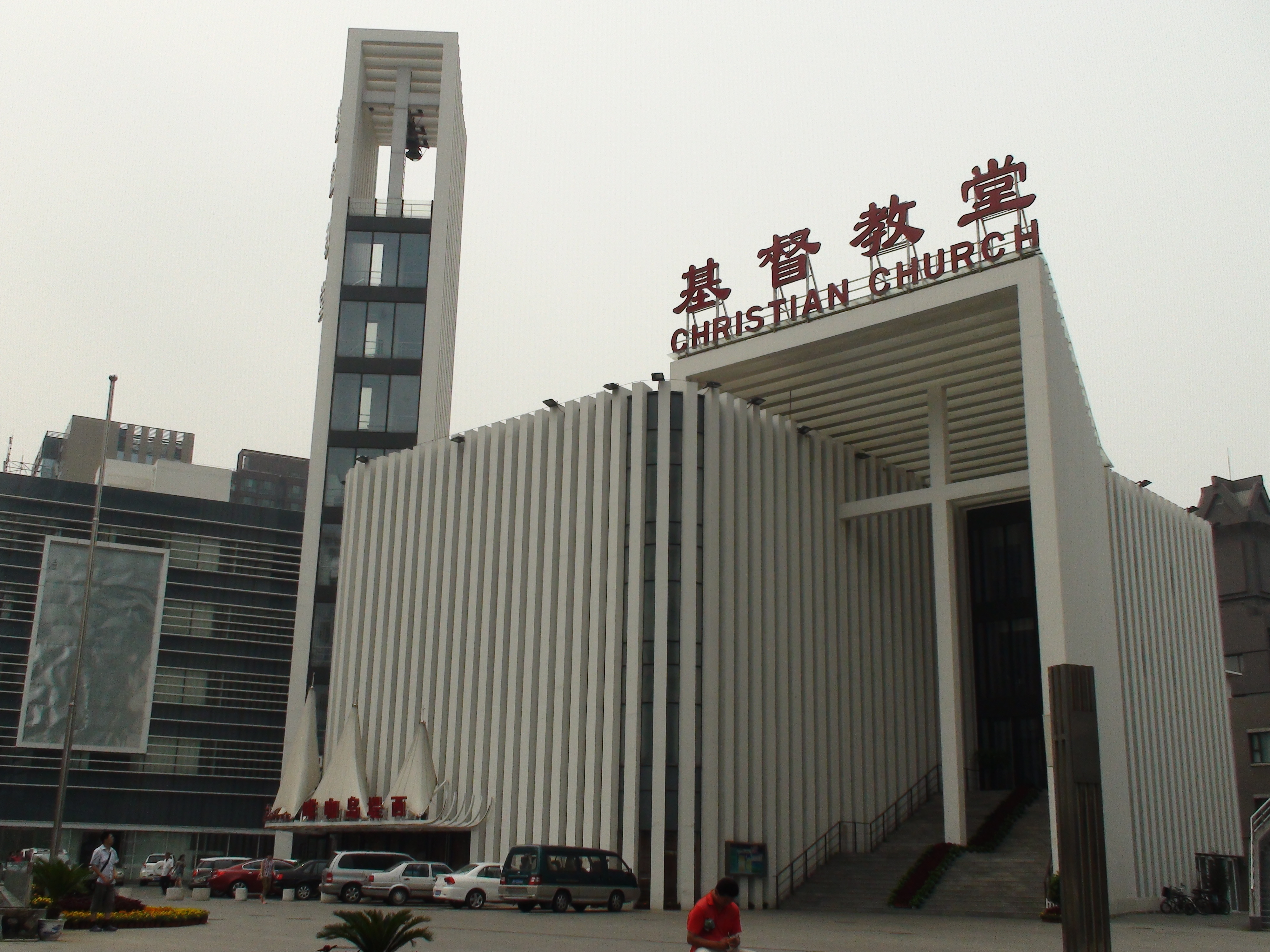
Nhà thờ Hải Điến (2007)
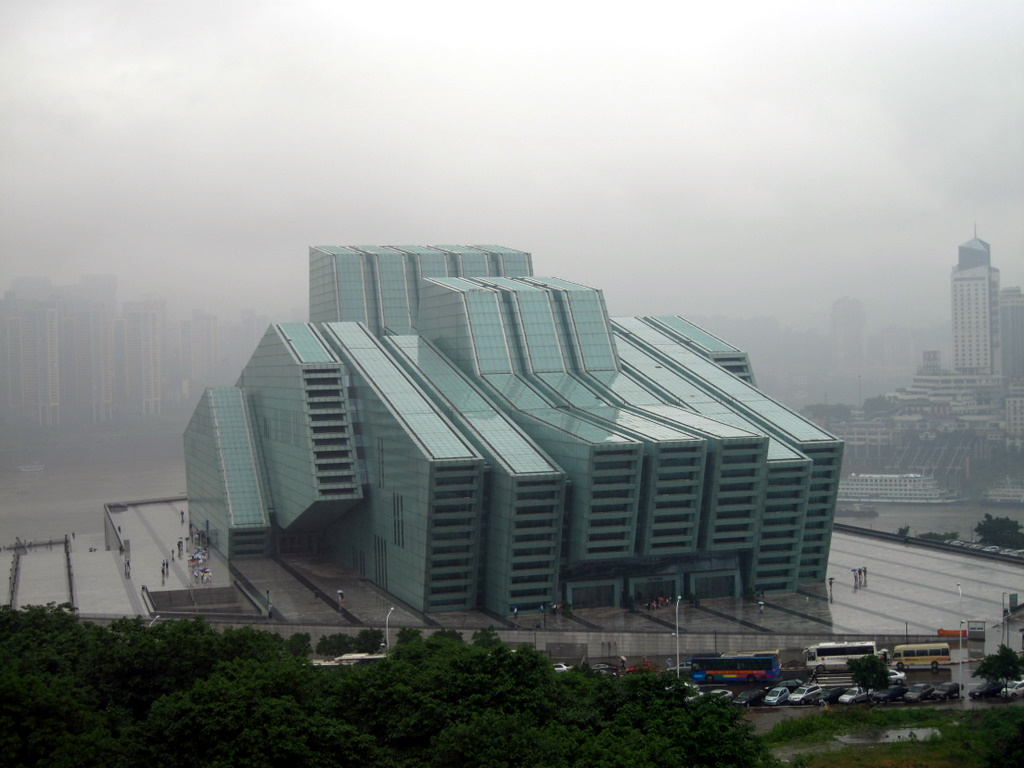
Nhà hát lớn Trùng Khánh (2009)
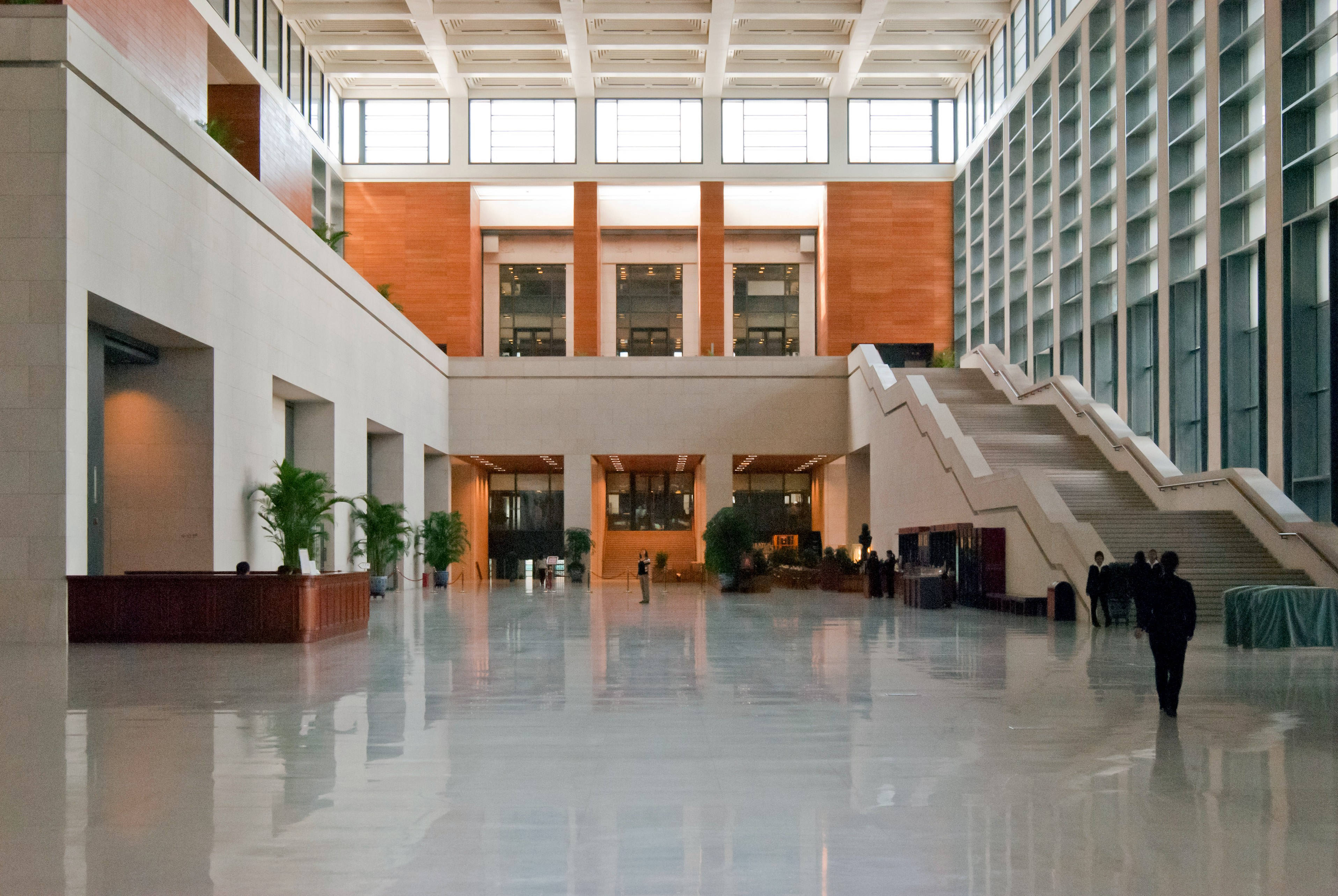
Cải tạo và mở rộng tòa nhà trung tâm Bảo tàng quốc gia Trung Quốc (2011)
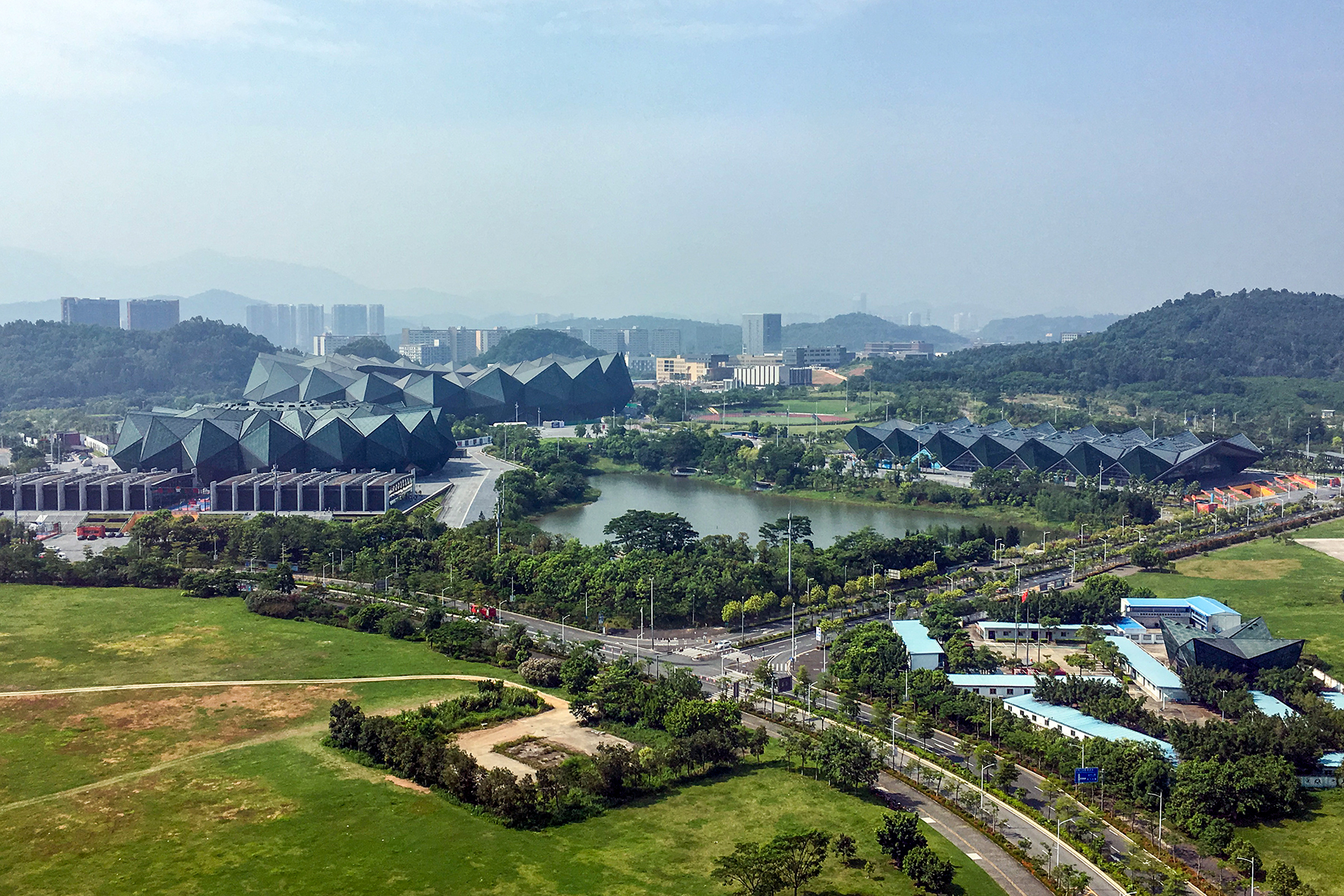
Sân vận động Đại hội thể thao Thâm Quyến (2011)
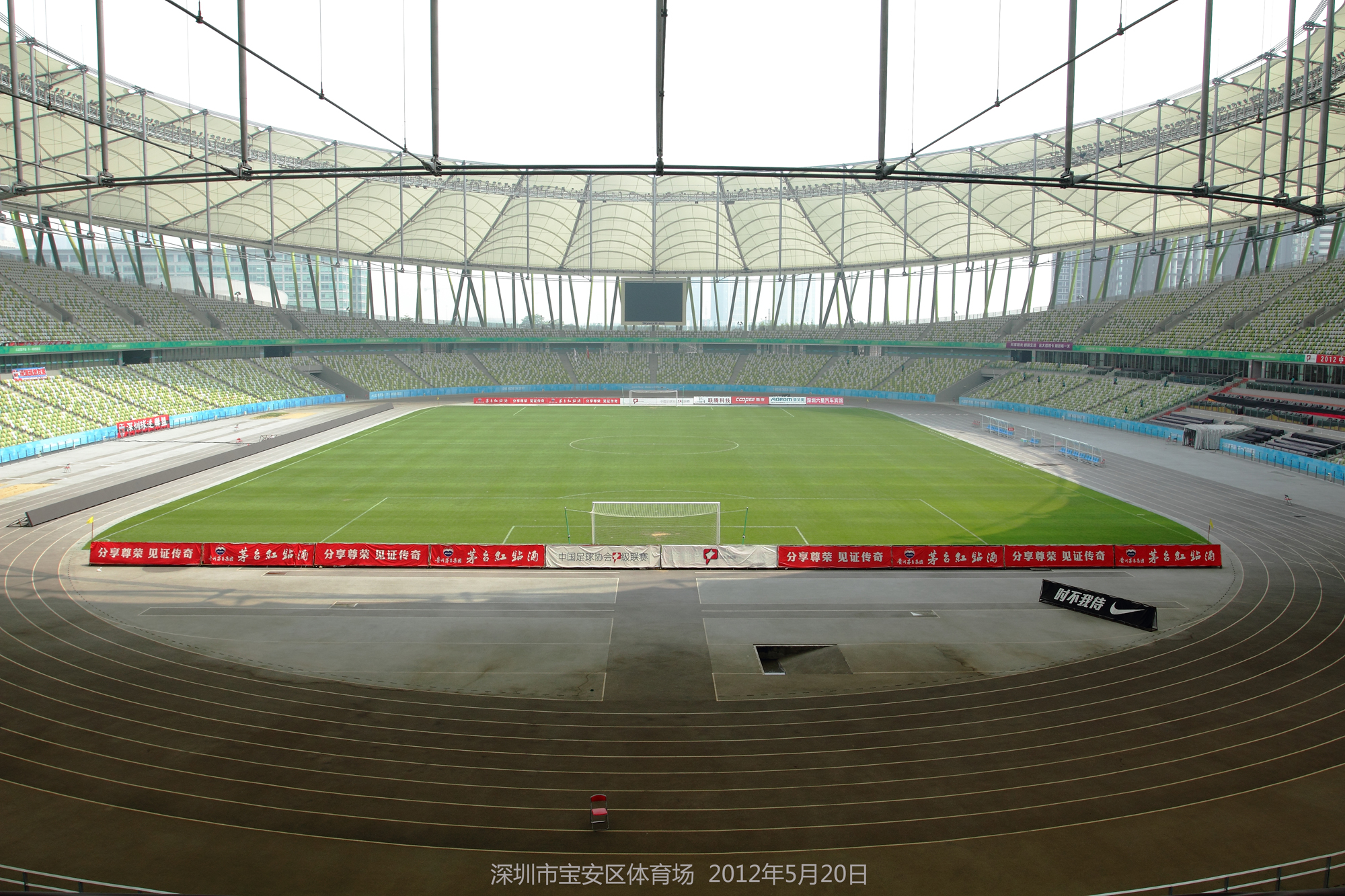
Sân vận động Bảo An (2011)
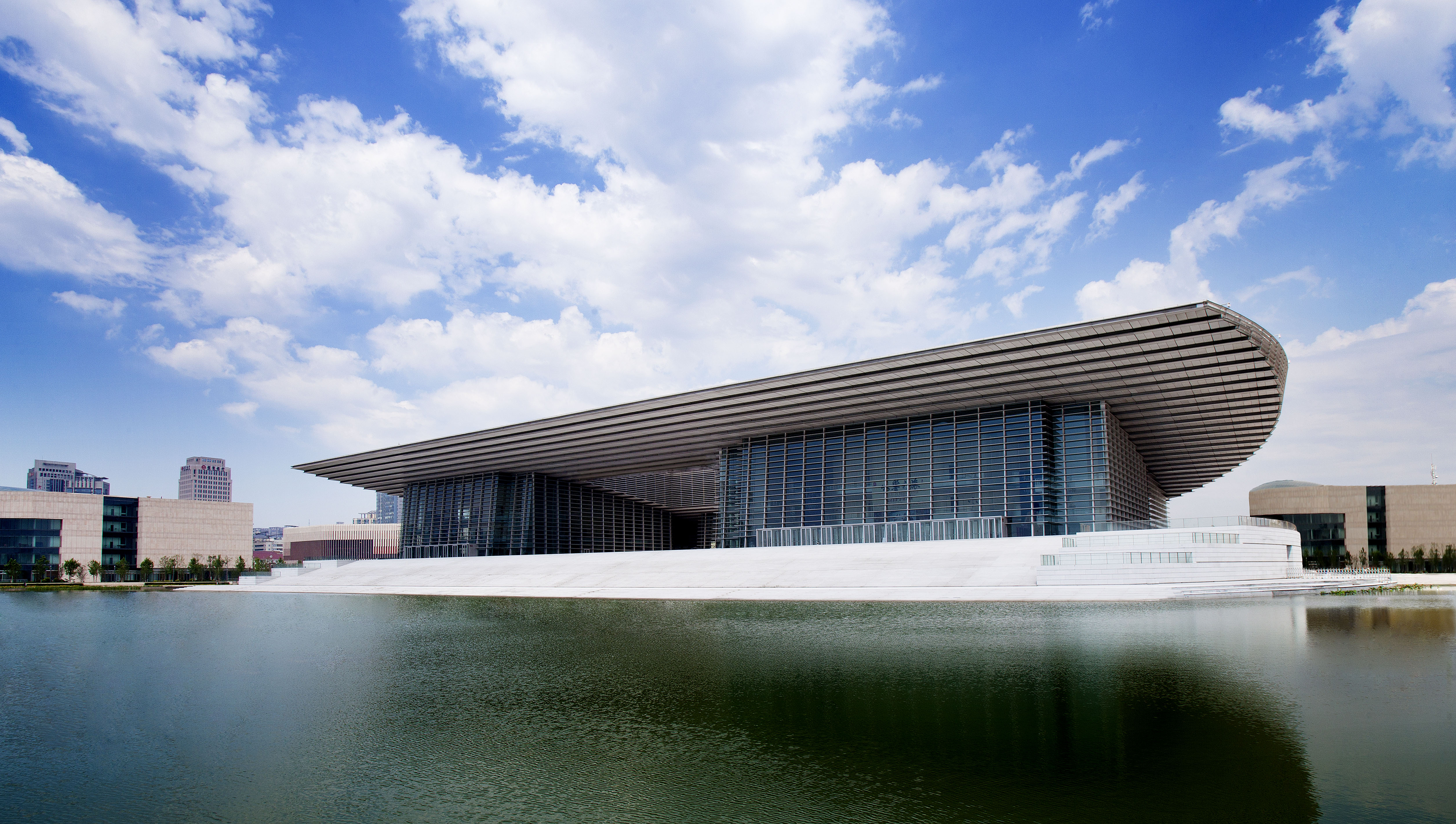
Nhà hát lớn Thiên Tân (2012)
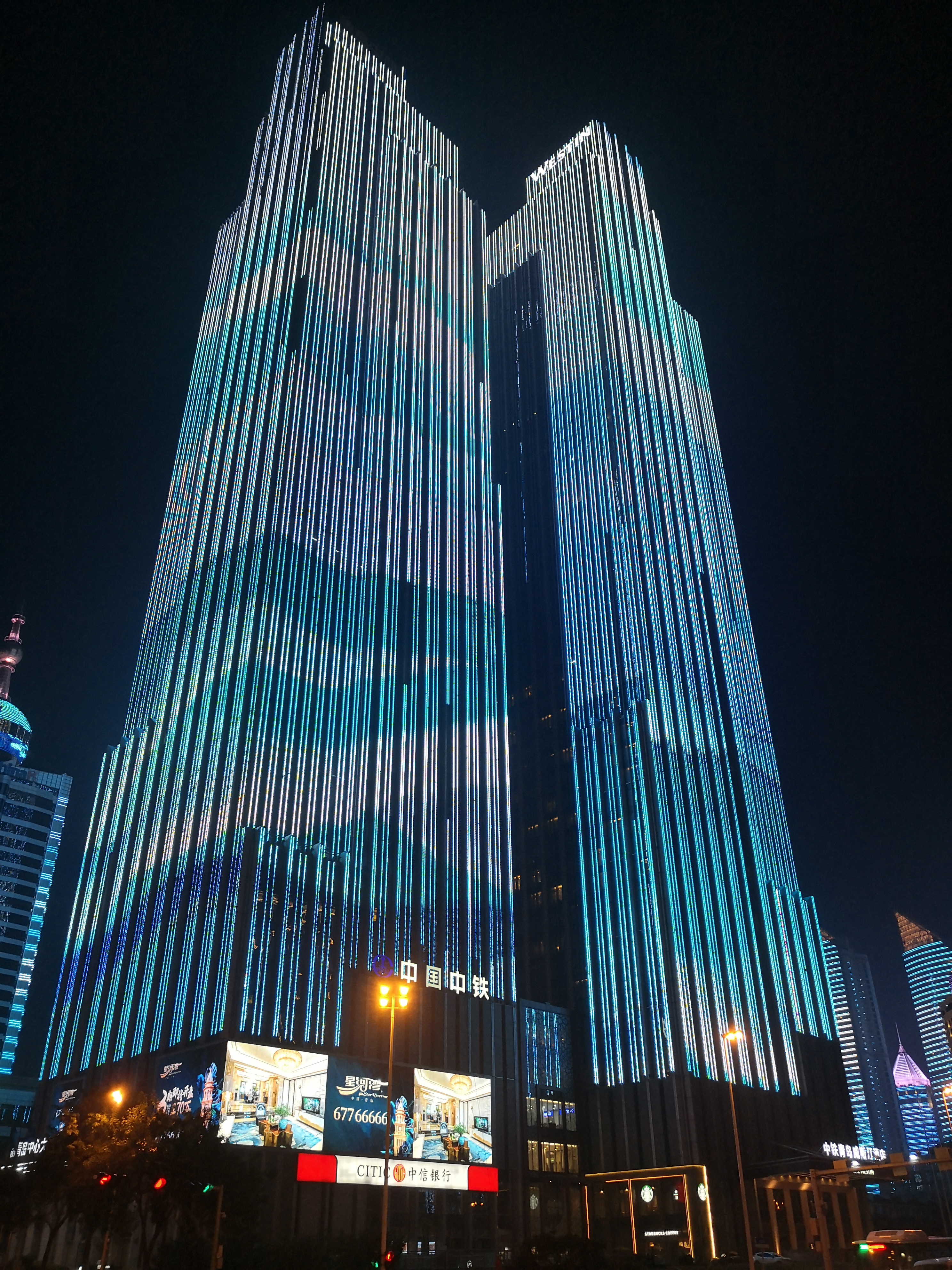
Trung tâm Thanh Đảo (2014)
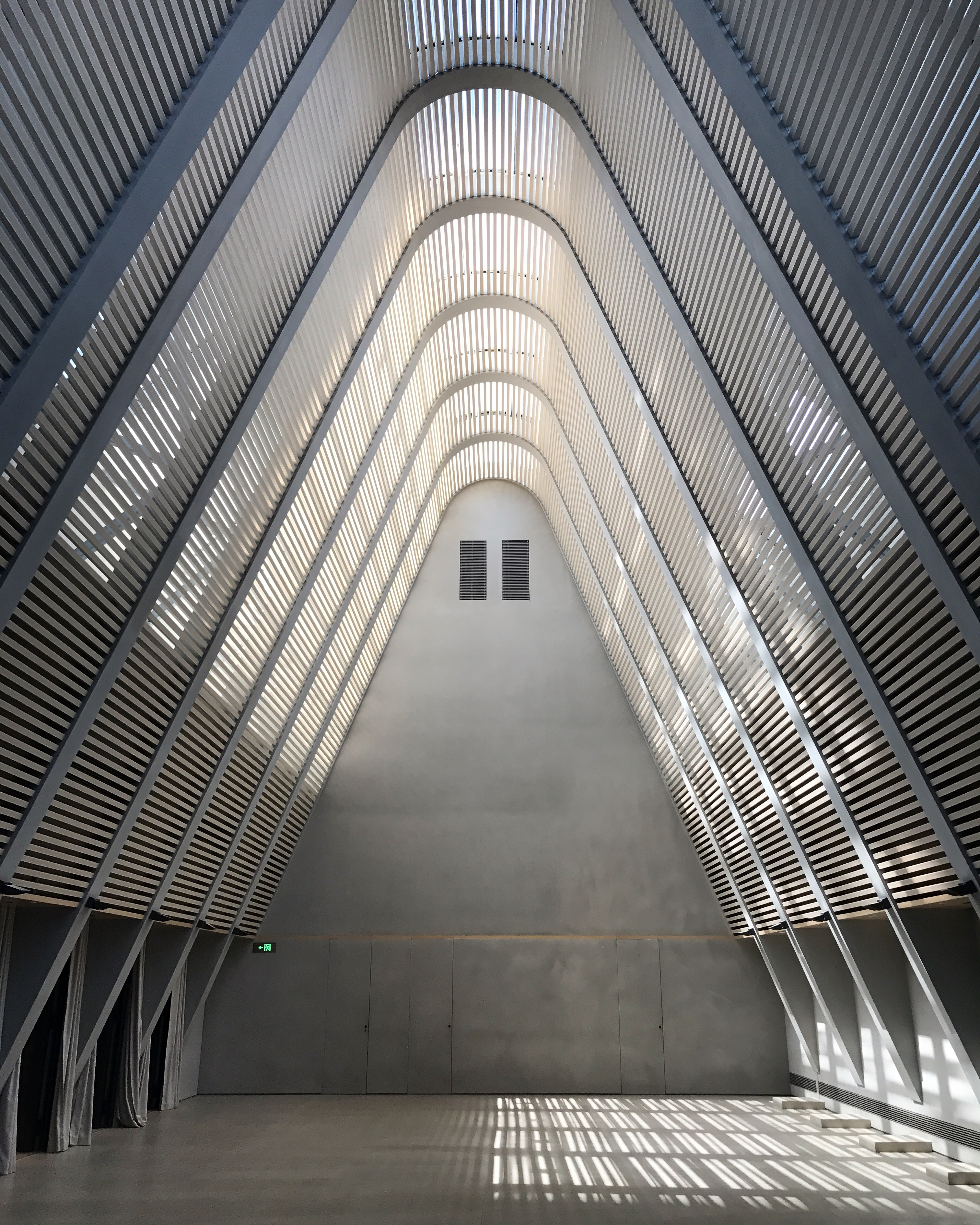
Khách sạn CHAO (2016)
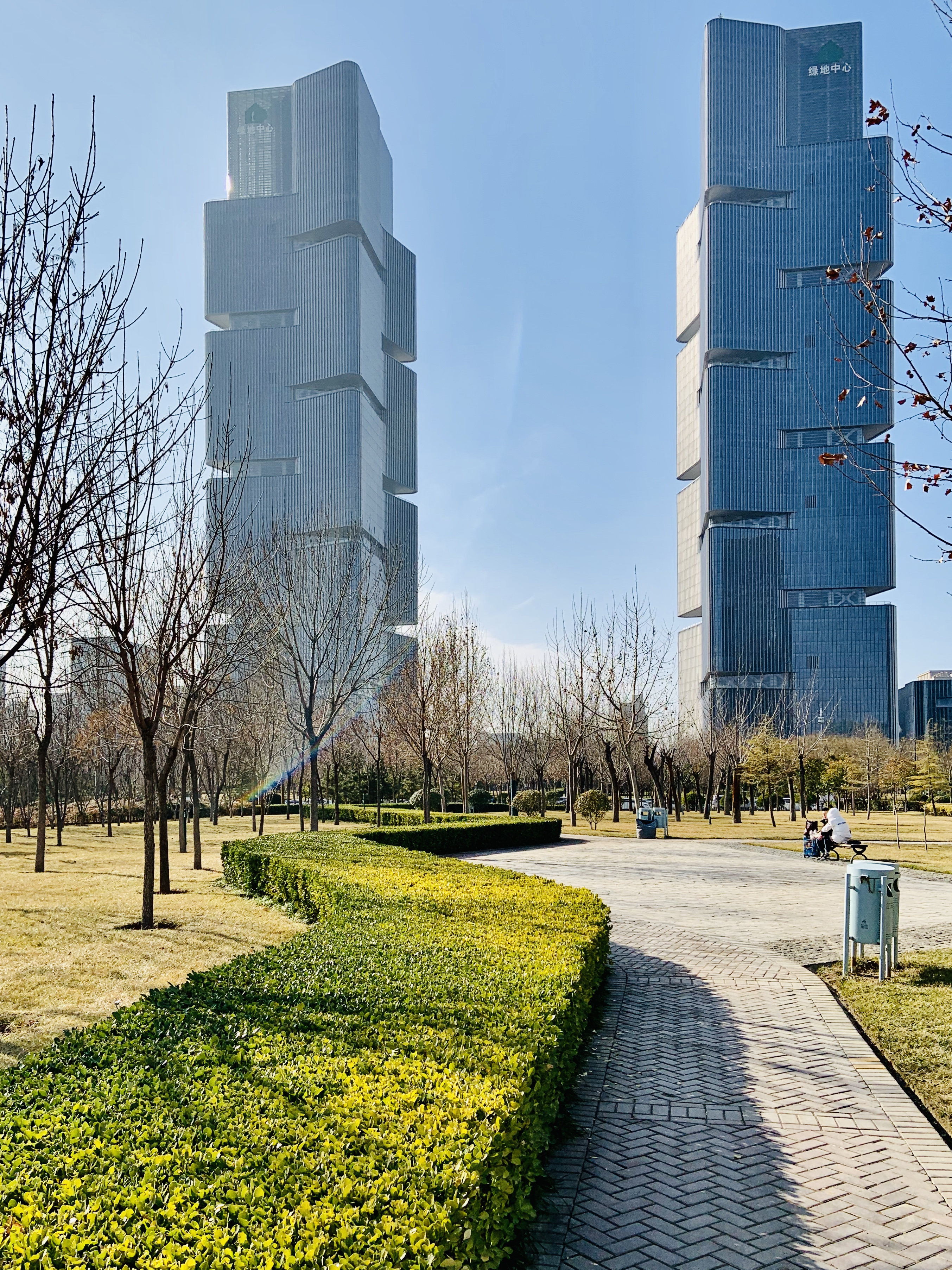
Greenland Central Plaza, Trịnh Châu (2017)
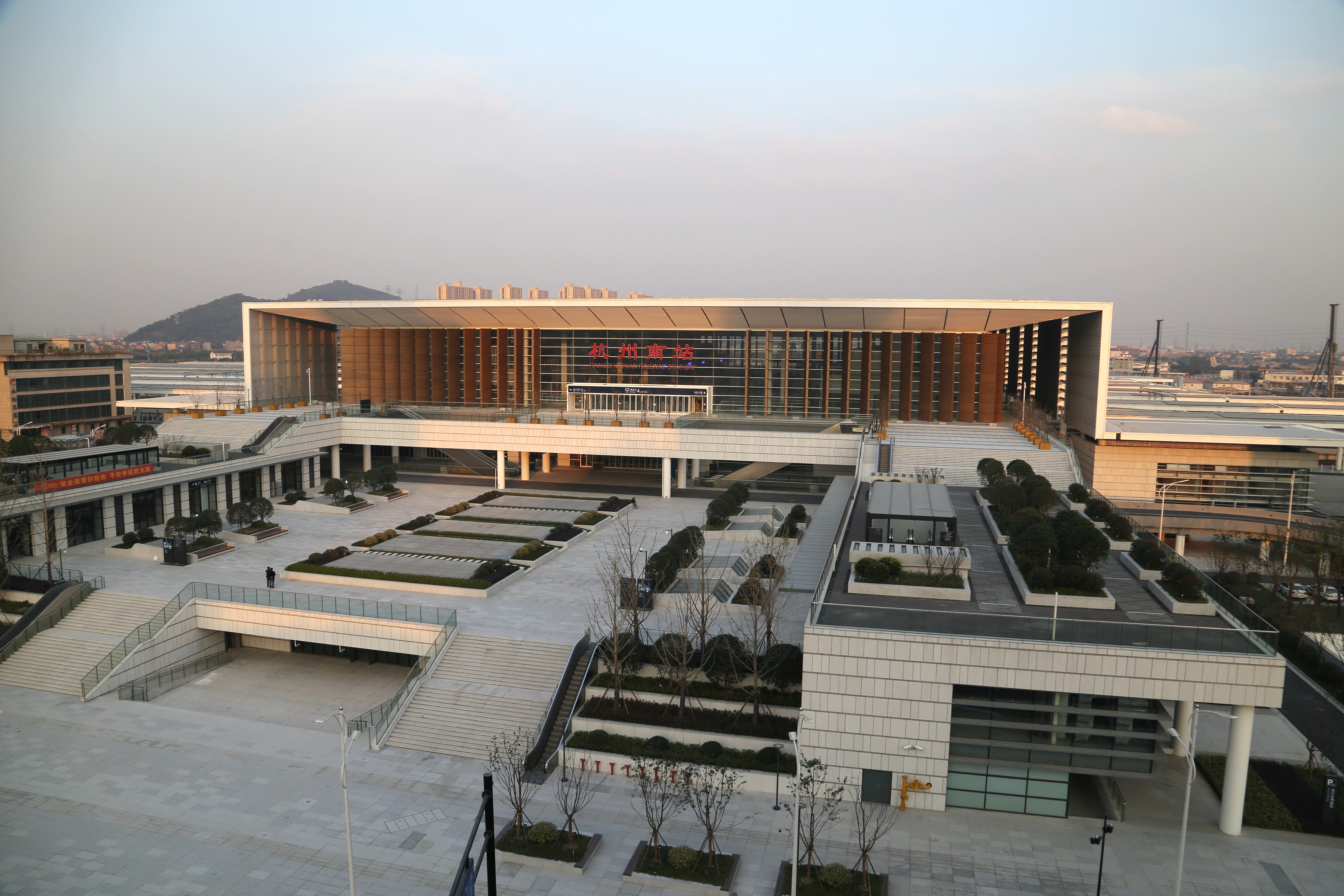
Ga đường sắt Nam Hàng Châu (2018)

## Tại Việt Nam

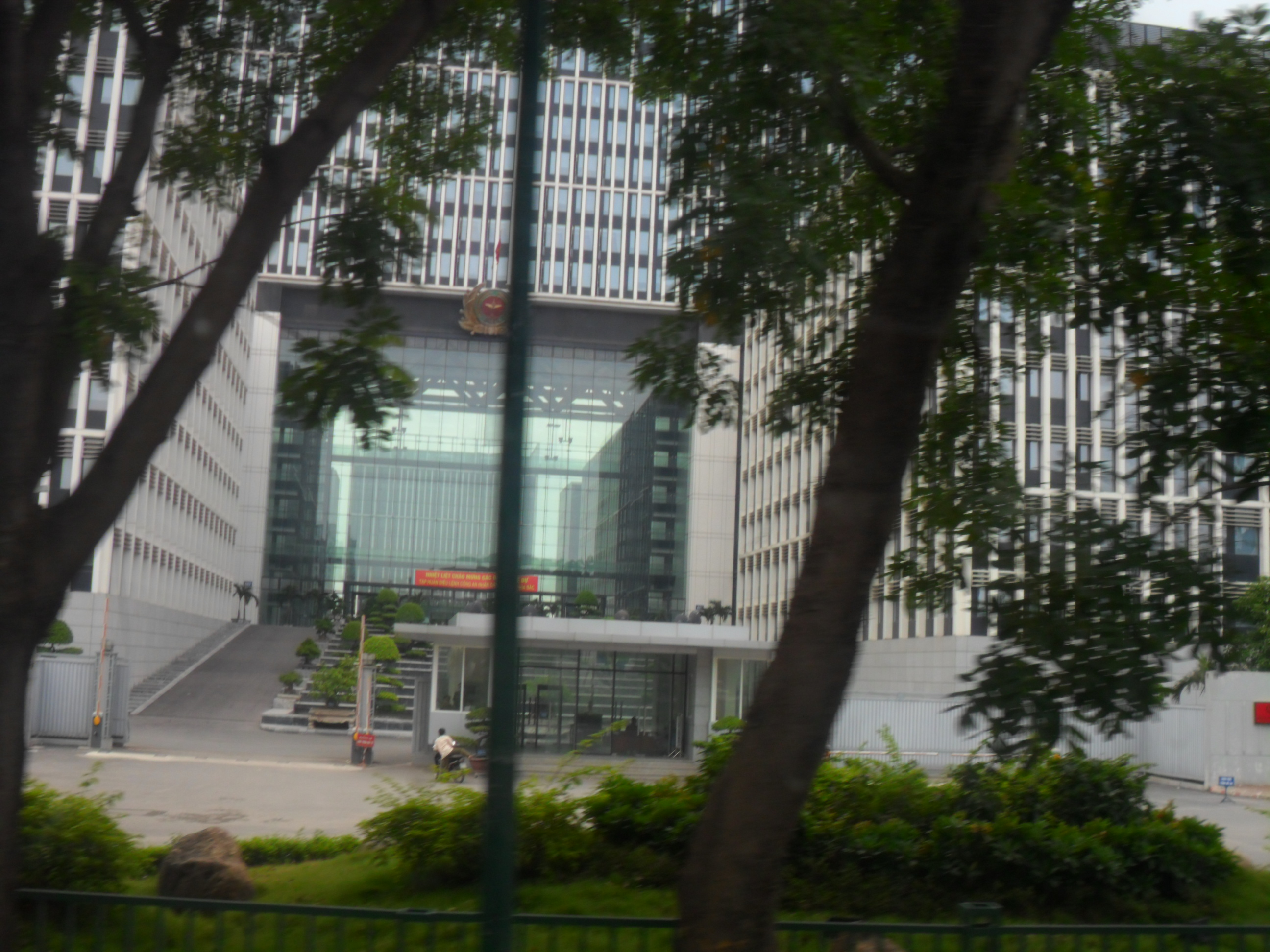
Trụ sở mới của Bộ Công an trên đường Phạm Văn Đồng, Hà Nội (2011)

Công ty gmp mở văn phòng kiến trúc tại Hà Nội vào năm 2004 với 5 kiến trúc sư sau khi thắng giải cuộc thi thiết kế kiến trúc Tòa nhà Quốc hội Việt Nam vào năm 2003.
Đến năm 2020, gmp mới thực hiện được 5 công trình tại Việt Nam nhưng đều là những công trình có quy mô rất lớn với kỹ thuật xây dựng hiện đại nhất và những công nghệ tiên tiến nhất lần đầu tiên được áp dụng ở Việt Nam. Công ty gmp đã nhận hai giải thưởng kiến trúc cao nhất ở Việt Nam (do Hội Kiến trúc sư Việt Nam, Bộ Xây dựng và Bộ Văn hóa Thông tin trao tặng) là Giải nhất - Giải thưởng kiến trúc 2006 cho công trình Trung tâm Hội nghị Quốc gia Việt Nam và Giải thưởng Lớn - Giải thưởng Kiến trúc Quốc gia năm 2014 cho công trình Tòa nhà Quốc hội Việt Nam. Nói về giải thưởng cho công trình Nhà Quốc hội, kiến trúc sư Dirk Heller (gmp) cho rằng: "Chúng tôi không phải là những người duy nhất. Chúng tôi có sự hợp tác với đội ngũ chuyên gia, nhà thầu đối tác Việt Nam như Tổng Công ty Tư vấn xây dựng Việt Nam (VNCC), Công ty cổ phẩn Tư vấn đầu tư và thiết kế xây dựng Việt Nam (CDC). Đây là giải thưởng và là niềm tự hào cho cả họ nữa".
Về môi trường làm việc tại Việt Nam, đại diện gmp cho rằng: "Chúng tôi hài lòng với các đối tác Việt Nam. Họ đã thực hiện dựa trên ý tưởng của chúng tôi và không thay đổi ý tưởng của chúng tôi. Họ đưa ra những chi tiết để có thể thực hiện được các ý tưởng đó. Giữa Gmp và các đối tác Việt Nam không có cảm giác là đối thủ của nhau mà là một nhóm để cùng nhau thực hiện công việc. Chúng tôi được trọng dụng, được đón tiếp và hành nghề một cách tốt nhất. Với cá nhân tôi, tôi rất thích Việt Nam nên có thể nói môi trường hành nghề của Việt Nam hoàn toàn không có vấn đề gì để làm việc."
Mùa hè năm 2010, Viện văn hóa kiến trúc aac đã tổ chức một hội thảo sinh viên tại Hà Nội về các thiết kế kiến trúc của Ngôi nhà Đức tại thành phố Hồ Chí Minh. Đây là hội thảo đầu tiên diễn ra ở ngoài nước Đức của Viện aac. Cùng với đó là hai cuộc Triển lãm Kiến trúc trong đối thoại diễn ra từ ngày 28 tháng 3 đến 6 tháng 4 năm 2011 ở Thành phố Hồ Chí Minh và từ ngày 10 đến 18 tháng 5 năm 2011 tại Hà Nội. Đây là hai cuộc triển lãm đầu tiên trong một loạt chuỗi triển lãm cùng mang tên "Kiến trúc trong đối thoại" (Designing in Dialogue) được gmp sau đó tổ chức ở nhiều thành phố trên khắp thế giới như: Santiago de Chile, Rio de Janeiro, Bắc Kinh, Nam Kinh, Tehran.
Năm 2015, Công ty gmp đã đạt giải nhất trong cuộc thi tuyển quốc tế phương án kiến trúc cho Dự án Trung tâm Hội chợ Triển lãm Quốc gia tại Đông Anh do Công ty Cổ phần Trung tâm hội chợ triển lãm Việt Nam (Tập đoàn Vingroup) tổ chức. Tuy nhiên dự án này sau đó bị trì hoãn đến tận giữa năm 2020 vì các thay đổi về quy hoạch thành phố Hà Nội.
Các dự án của gmp đã hoàn thành tại Việt Nam bao gồm:
- 2006 Trung tâm Hội nghị Quốc gia, Hà Nội
- 2010 Bảo tàng Hà Nội
- 2011 Trụ sở mới của Bộ Công an, Hà Nội
- 2015 Nhà Quốc hội, Hà Nội
- 2018 Ngôi nhà Đức tại Thành phố Hồ Chí Minh

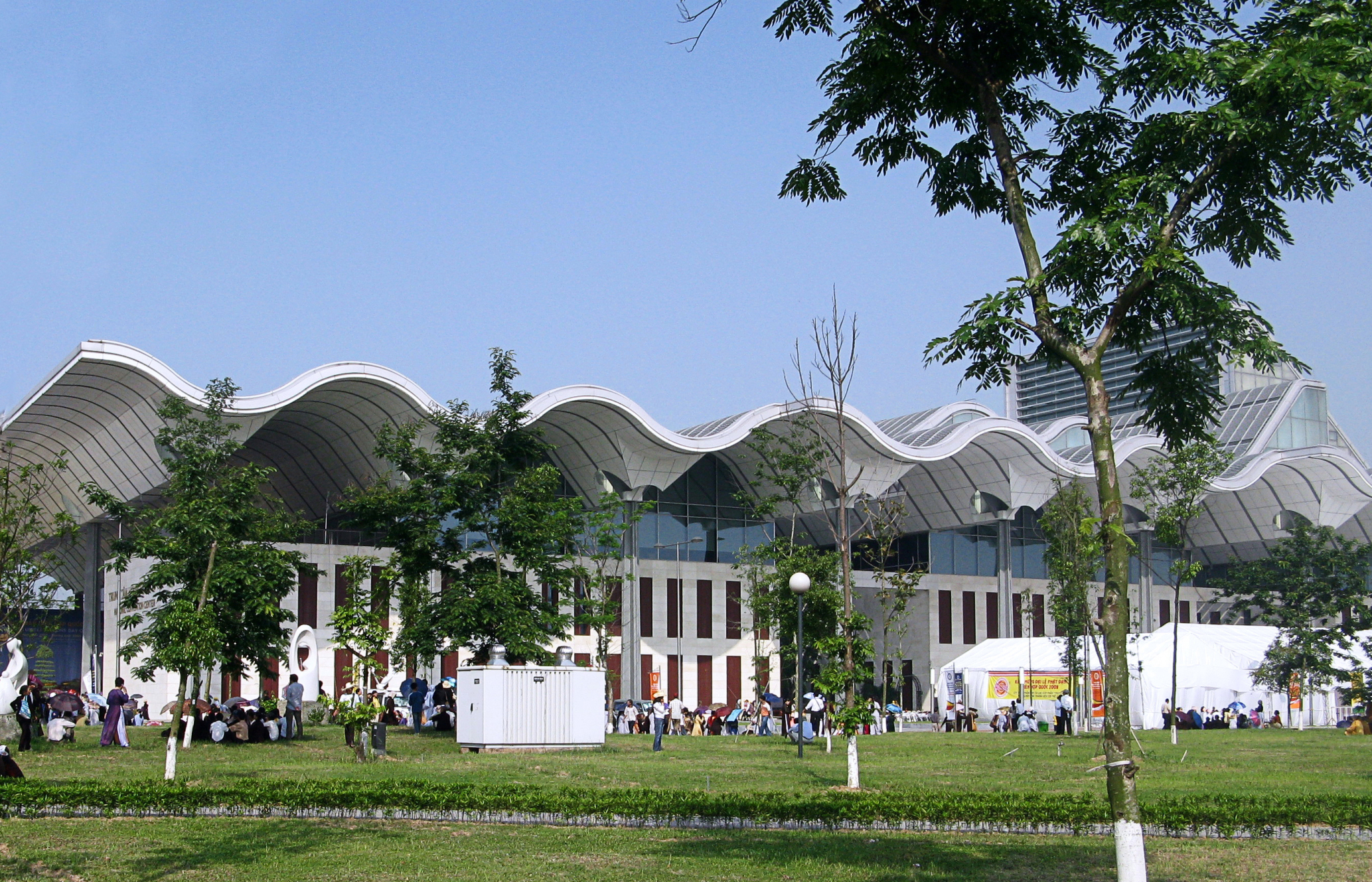
Trung tâm Hội nghị Quốc gia (2006)
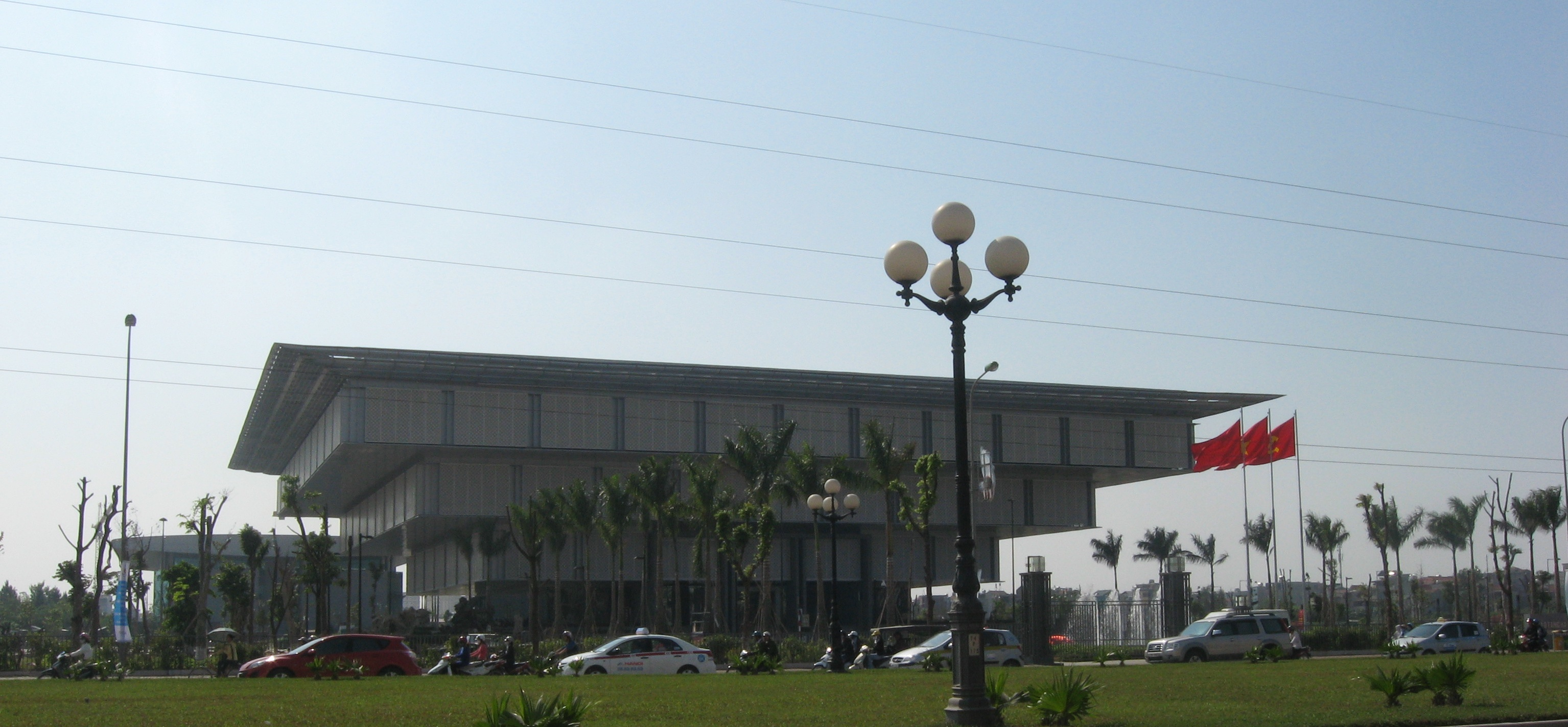
Bảo tàng Hà Nội (2010)
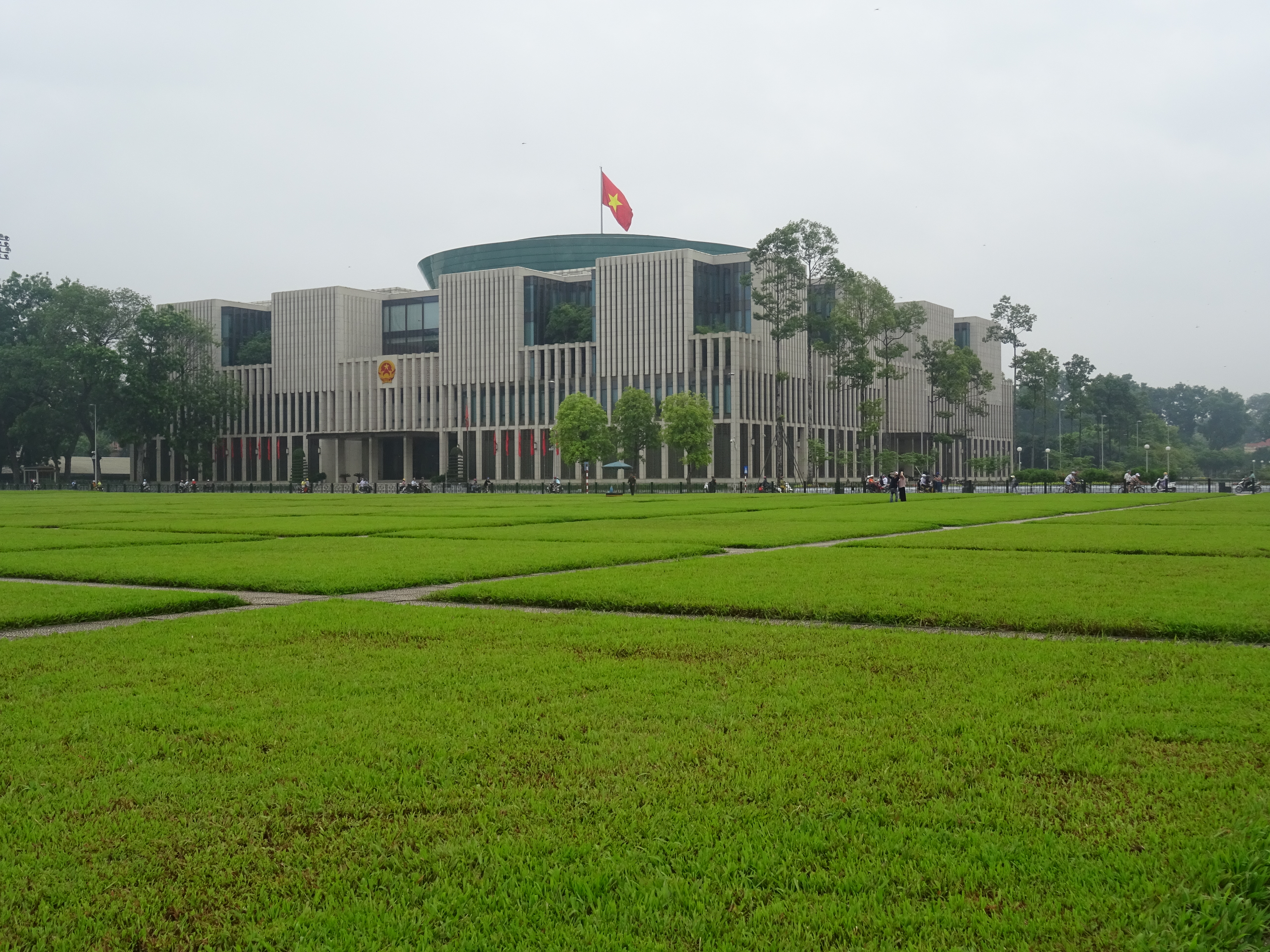
Nhà Quốc hội (2015)
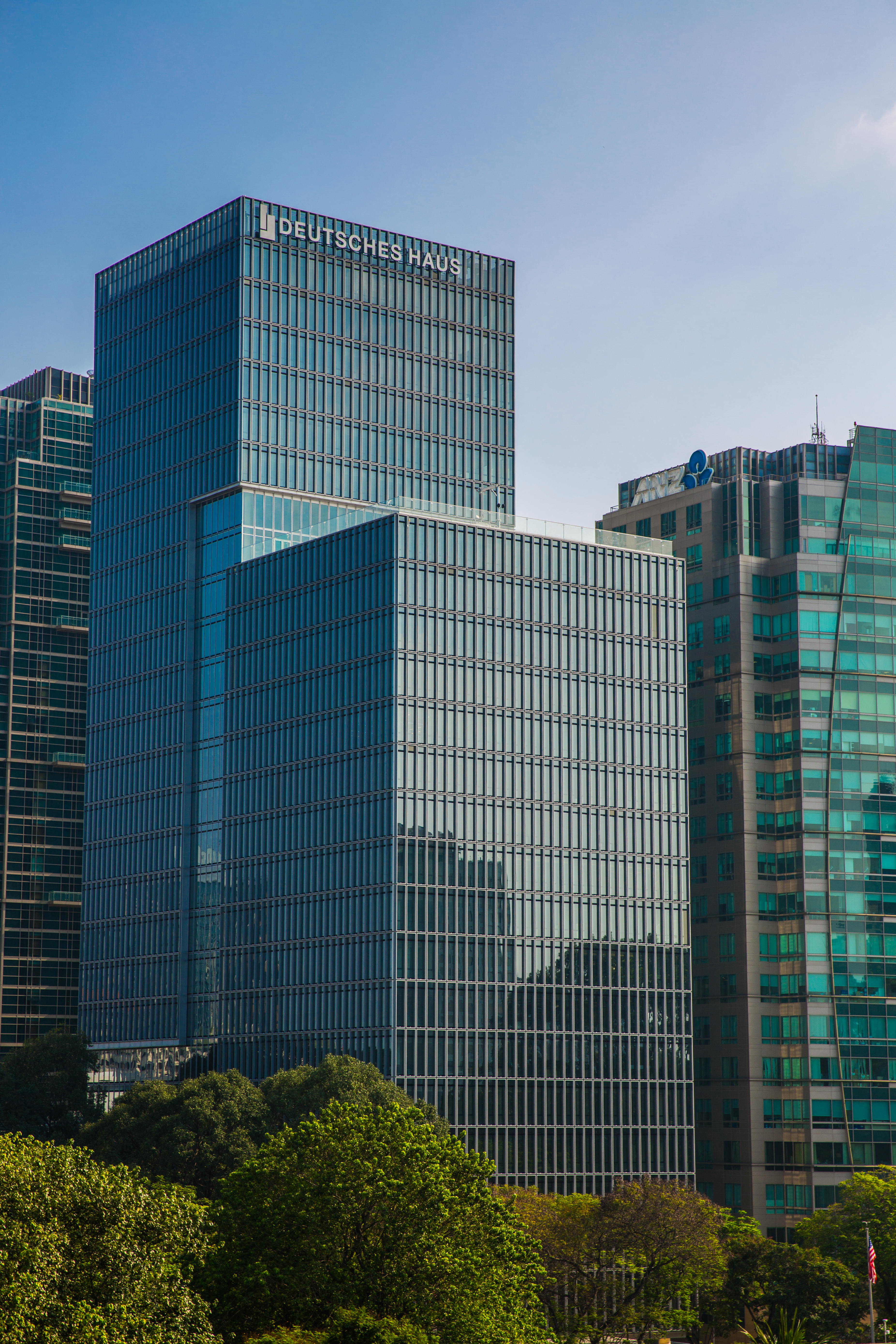
Deutsches Haus (2018)

## Công trình thể thao

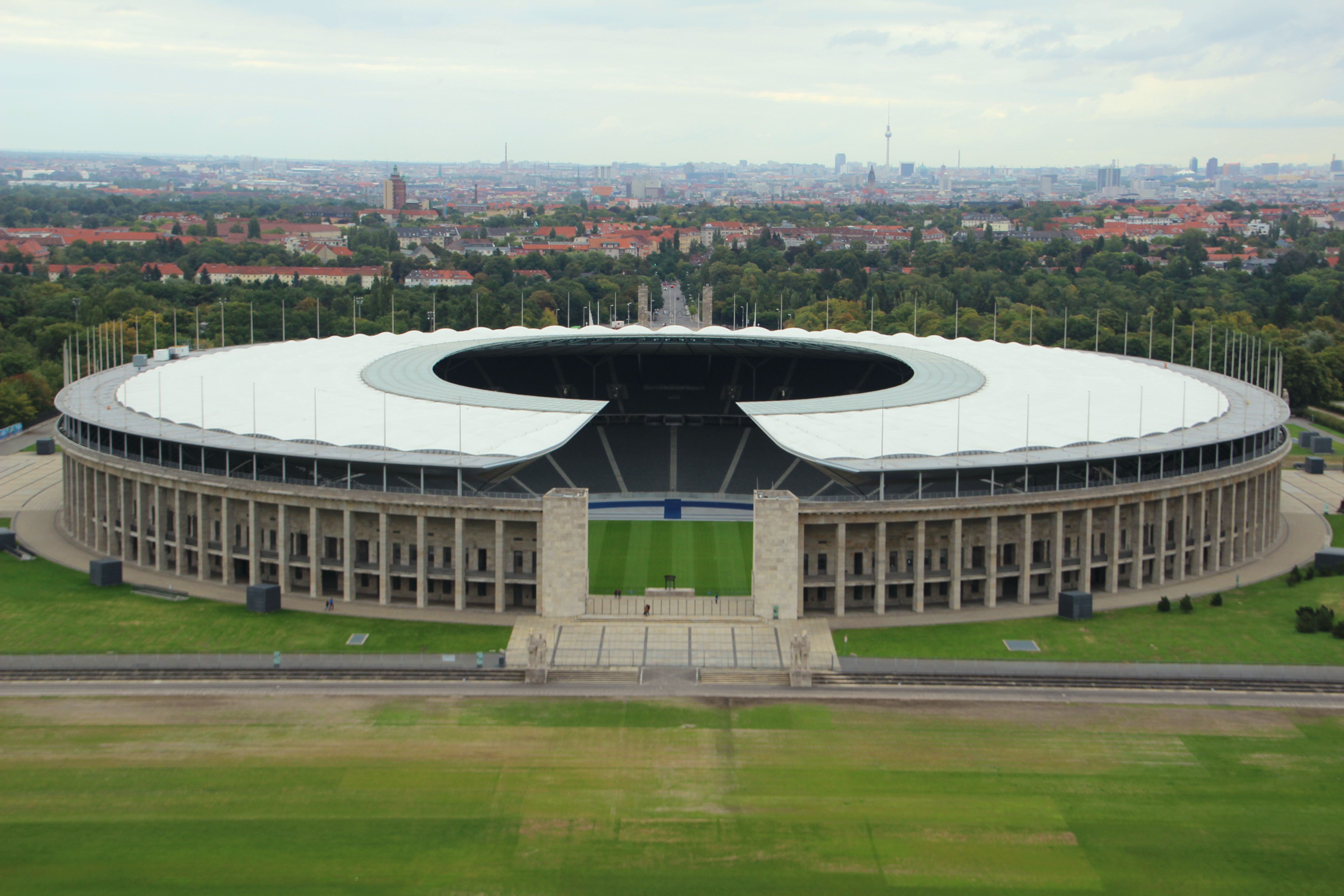
Sân vận động Olympic Berlin với mái che mới (2004)

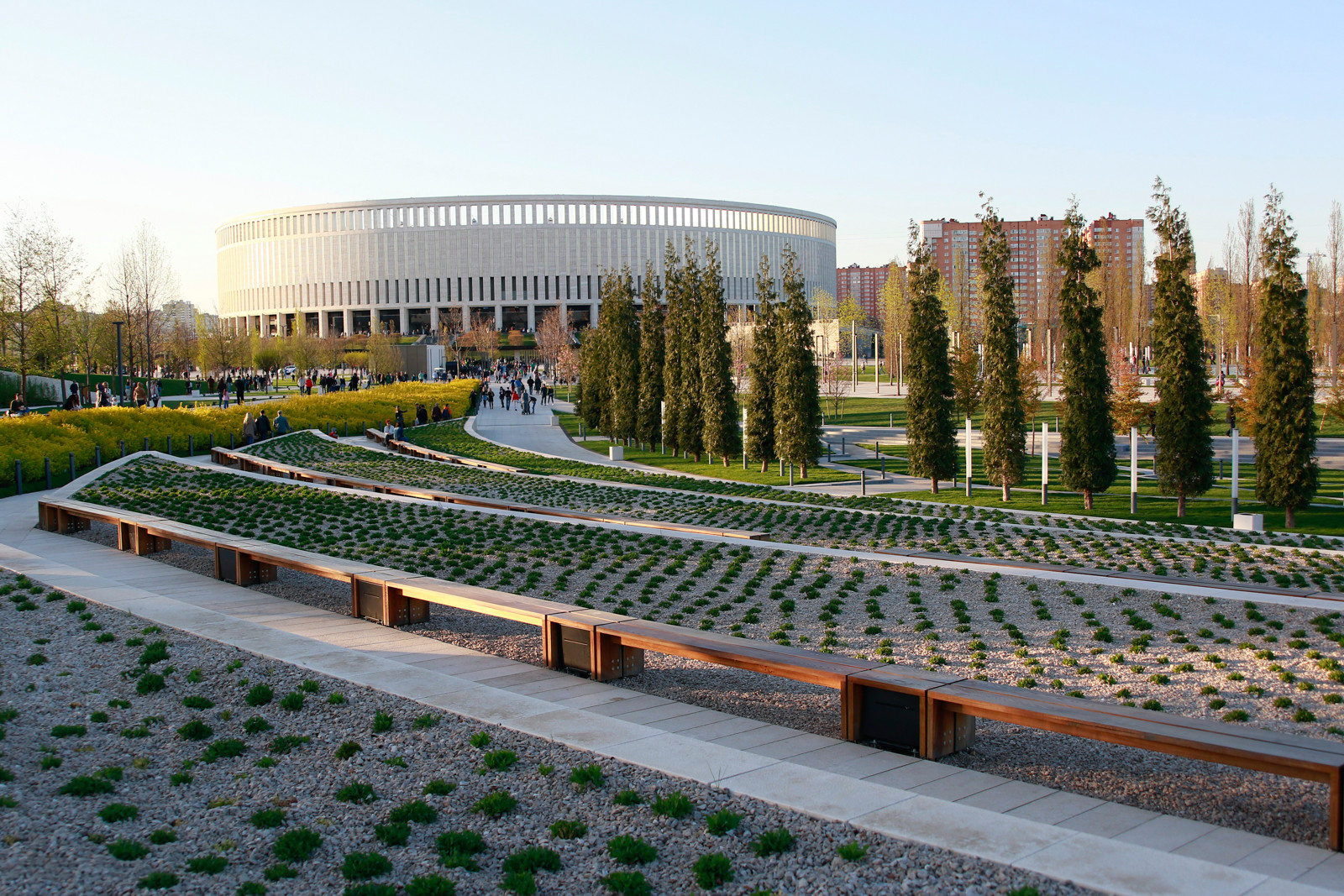
Sân vận động Krasnodar mới và công viên bao quanh (2016)

Công trình thể thao nói chung và sân vận động nói riêng là một thể loại kiến trúc mà gmp khá thành công. Đặc biệt trong những năm gần đây, gmp đã tham gia thiết kế một loạt sân vận động được xây mới và đại tu ở các nước để phục vụ cho các Giải vô địch bóng đá thế giới và Giải vô địch bóng đá châu Âu như ở Nam Phi (FIFA World Cup 2010), Ba Lan và Ukraina (Euro 2012), Brazil (FIFA World Cup 2014 và Nga (FIFA World Cup 2018). Các dự án này đã đưa gmp lên vị trí một trong những hãng thiết kế sân vận động hàng đầu thế giới.
Năm 2014, gmp thắng thầu phương án kiến trúc nâng cấp Sân vận động Santiago Bernabéu của Câu lạc bộ bóng đá Real Madrid với lớp vỏ kim loại sáng bóng bọc ngoài sân bóng gắn màn hình LED khổng lồ chạy quanh sân, mái che chuyển động và xây thêm một trung tâm thương mại trong sân bóng. Tuy nhiên, năm 2015, Hội đồng thành phố Madrid đã quyết định cho dừng thực hiện dự án này sau khi Tòa án Tư pháp cấp cao Madrid tuyên bố việc Chính quyền Madrid sửa quy hoạch chung thành phố để phục vụ việc mở rộng sân bóng là trái pháp luật. Quy hoạch thành phố được điều chỉnh lại và thông qua năm 2017, sau đó dự án nâng cấp sân bóng được khởi công năm 2019.
Các dự án sân vận động nổi bật đã hoàn thành của gmp có thể kể đến như: 
- 2004 Sân vận động Olympic (Berlin) sửa chữa lớn và dựng mái che mới
- 2006 Sân vận động hoa sen thế kỷ, Phật Sơn
- 2009 Sân vận động Moses Mabhida, Durban
- 2009 Sân vận động Cape Town
- 2009 Sân vận động Nelson Mandela Bay, Port Elizabeth
- 2010 Sân vận động Jawaharlal Nehru, Delhi
- 2011 Arena Națională
- 2011 Khu liên hợp thể thao quốc gia Olimpiyskiy, Kiev
- 2012 Sân vận động Quốc gia, Warszawa
- 2013 Sân vận động Quốc gia Mané Garrincha, Brasília
- 2013 Mineirão, Belo Horizonte
- 2014 Arena da Amazônia, Manaus
- 2014 Sân vận động Śląski, Chorzów
- 2016 Sân vận động Krasnodar mới và công viên bao quanh, Krasnodar
- 2018 Sân vận động Nizhny Novgorod
- 2021 Sân vận động Luxembourg

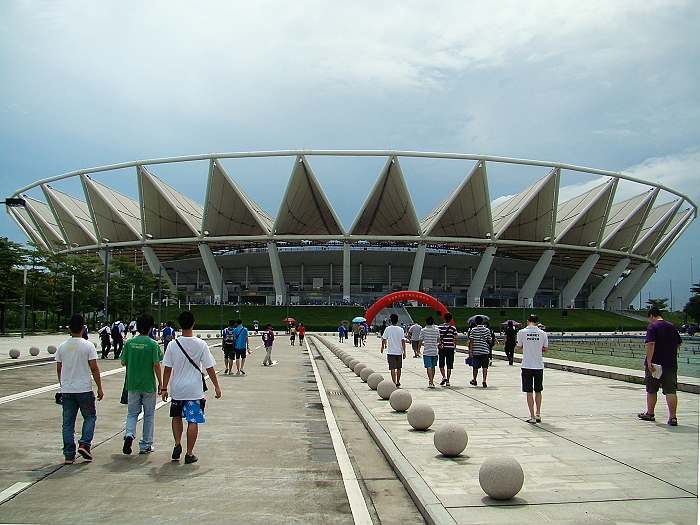
Sân vận động Hoa sen thế kỷ, Phật Sơn (2006)
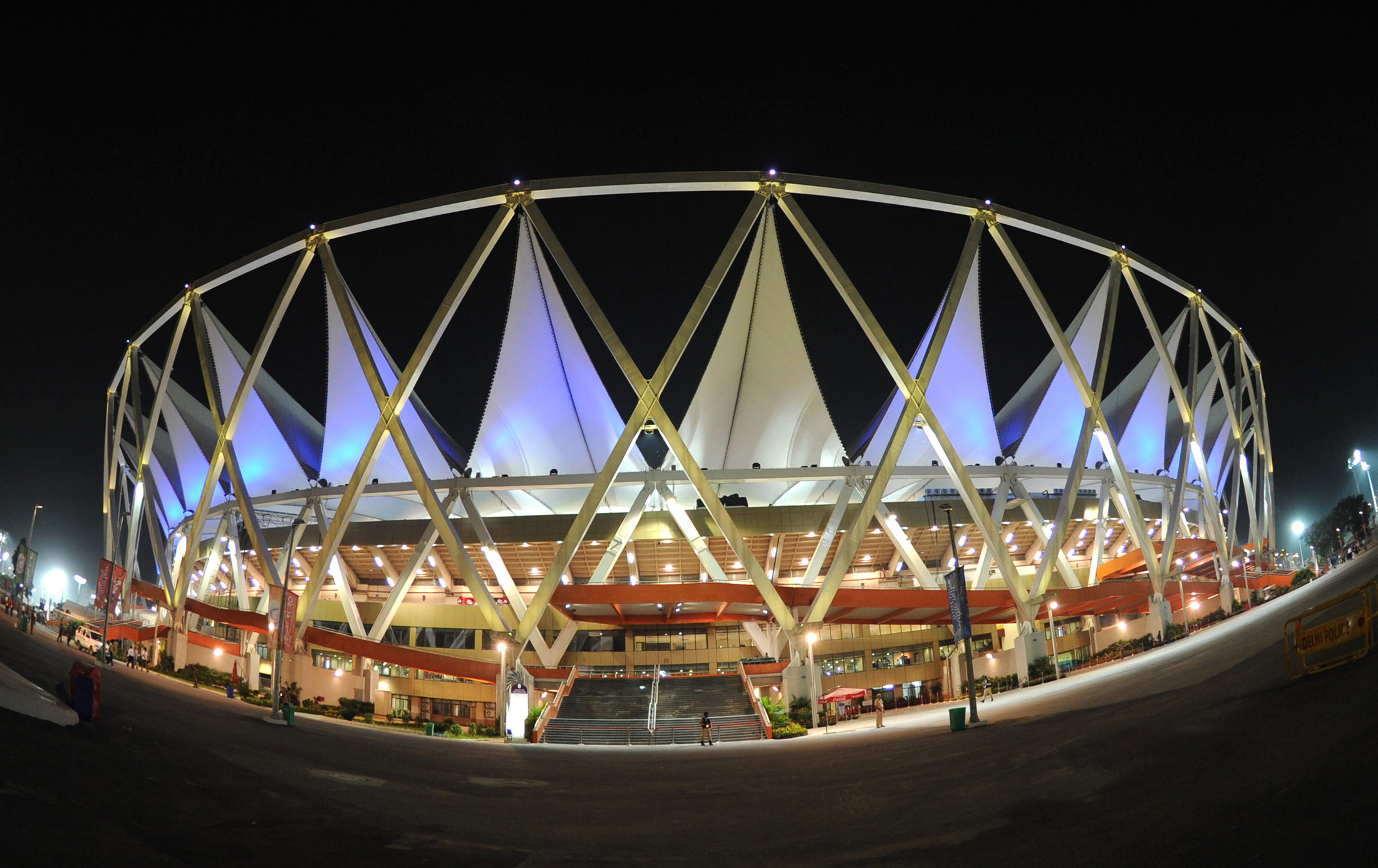
Sân vận động Jawaharlal Nehru, Delhi (2010)
Sân vận động Olympic, Kiev (2011)

## Giải thưởng
Một số giải thưởng tiêu biểu của Công ty gmp cho các thiết kế kiến trúc bao gồm:
| Năm  | Tên giải thưởng | Tên công trình                                                |
| ---- | --- | ------------------------------------------------------------- |
| 2016 | Giải nhất cho Nhà cao tầng ở Trung Quốc của CITAB-CTBUH                                                                    | Bund Soho (Thượng Hải)                                        |
| 2016 | Giải kiến trúc Klassik-Nike của Hội Kiến trúc sư Đức                                                                       | Sân bay Berlin Tegel (Berlin)                                 |
| 2017 | Giải thưởng MIPIM châu Á (Giải nhất cho hạng mục văn phòng và trụ sở kinh doanh)                                           | Ngôi nhà Đức tại Thành phố Hồ Chí Minh                        |
| 2018 | Giải nhất công trình thép tiên tiến (Stahl-Innovationspreis) của Hiệp hội Doanh nghiệp Thép (Wirtschaftsvereinigung Stahl) | Ga đường sắt Elbbrücken (Hamburg)                             |
| 2018 | Giải thưởng AIT (Giải nhất hạng mục nội thất và kiến trúc)                                                                 | Bệnh viện điều dưỡng quốc tế Chiết Giang (Ô Trấn, Đồng Hương) |
| 2019 | Giải AIV Hamburg (Tòa nhà của năm 2018)                                                                                    | Ga đường sắt Elbbrücken (Hamburg)                             |
| 2019 | Giải thưởng CTBUH 2019 | Greenland Central Plaza (Trịnh Châu)                          |
| 2019 | Giải thưởng Hội Kiến trúc sư Đức vùng Saxony                                                                               | Cung văn hóa Dresden (Dresden)                                |
| 2020 | Giải thưởng CTBUH 2020 (Giải đặc biệt cho cảnh quan đô thị)                                                                | Poly Greenland Plaza (Thượng Hải)                             |

## Triển lãm và biểu diễn âm nhạc
Với quan niệm kiến trúc luôn có những yếu tố thuộc về phạm vi công cộng, kiến trúc là cho mọi người, gmp có nhiều hoạt động đa dạng nhằm tạo ra mối liên hệ giữa kiến trúc và các hình thức nghệ thuật khác.

### Triển lãm
Tổ chức triển lãm là một công việc khá thường xuyên của gmp. Các tác phẩm của gmp đã được triển lãm trên khắp thế giới, ở các công trình kiến trúc nổi tiếng như: Bảo tàng nghệ thuật đương đại Niterói ở Rio de Janeiro do kiến trúc sư Oscar Niemeyer thiết kế, Bảo tàng mỹ thuật hiện đại mới (Neue Pinakothek) ở Munich hay Bảo tàng quốc gia Trung Quốc ở Bắc Kinh. Gmp cũng tham gia Triển lãm kiến trúc Venice Biennale với lần tham dự đầu tiên ở cuộc triển lãm "Sự phục hưng của nhà ga đường sắt" năm 1996. Ngoài ra, chuỗi triển lãm mang tên "Kiến trúc trong đối thoại" (Designing in Dialogue) được tổ chức ở nhiều lần nhất ở các thành phố từ Đông Á, Nam Mỹ đến Trung Đông.
Một số cuộc triển lãm nổi bật của gmp có thế kể đến như:
- 1996 (tại Venezia) Sự phục hưng của nhà ga đường sắt - Triển lãm kiến trúc quốc tế Venice Biennale (tiếng Ý: Biennale Architettura) lần thứ 6
- 2005 (tại Berlin) Các tòa nhà và dự án ở Berlin 1965-2005: 40 năm Văn phòng kiến trúc von Gerkan, Marg và cộng sự
- 2009-2010 (tại Istanbul) Kiến tạo tương lai - kiến trúc của von Gerkan, Marg và cộng sự
- 2010 (tại Munich) Từ Cape Town đến Brasilia - Những sân vận động mới xây dựng của Văn phòng kiến trúc von Gerkan, Marg và cộng sự
- 2012 (tại Rio de Janeiro) Kiến trúc trong đối thoại - Những câu trả lời của kiến trúc
- 2013-2020 (tại Bắc Kinh) Kiến trúc trong đối thoại tại Bảo tàng quốc gia Trung Quốc
- 2015-2016 (tại Riga) Những đường kẻ tư tưởng - Meinhard von Gerkan: 50 năm làm kiến trúc qua phác thảo và bản vẽ

### Biểu diễn âm nhạc
Năm 1989, khi Volkin Marg đang là giáo sư giảng dạy tại Đại học Kỹ thuật Aachen, ông đã cho tổ chức buổi biểu diễn âm nhạc mang tên Musitektur (tiếng Anh: Musitecture) là từ ghép của "âm nhạc" (musik) và "kiến trúc" (architektur). Ý tưởng này xuất phát từ quan điểm rằng bố cục là một phần quan trọng trong cả hai công việc sáng tác âm nhạc và kiến trúc. Buổi biểu diễn này dần trở thành một điểm hẹn để những người làm âm nhạc và những người làm kiến trúc gặp gỡ nhau.
Lâu dần, sự kiện âm nhạc này trở thành một truyền thống của gmp và đã có hơn một trăm buổi hòa nhạc được tổ chức, không chỉ ở Aachen, Hamburg, Berlin mà còn diễn ra ở những địa điểm đặc biệt như dưới vòm mái kính khổng lồ của Trung tâm hội chợ thương mại Leipzig. Với việc tổ chức các buổi hòa nhạc Musitektur, gmp muốn nhấn mạnh việc động viên và nuôi dưỡng thế hệ kế tục bằng việc mời những nghệ sĩ biểu diễn với tuổi đời khá trẻ cũng tầm tuổi như đa số nhân viên của gmp.

## Sách đã xuất bản
- Meinhard von Gerkan (2003). Von Gerkan, Marg und Partner: Architecture 2000-2001 (bằng tiếng de và tiếng Anh) (ấn bản thứ 1). Basel: Birkhäuser Architecture. ISBN 978-3-7643-2181-9.{{Chú thích sách}}:  Quản lý CS1: ngôn ngữ không rõ (liên kết)
- Volkwin Marg, biên tập (2006). Stadien und Arenen/ Stadia and Arenas: von Gerkan, Marg und Partner (bằng tiếng Anh). Ostfildern: Hatje Cantz Verlag. ISBN 978-3-7757-1677-2.
- Meinhard von Gerkan, biên tập (2009). Architecture 2003–2007 (bằng tiếng de và tiếng Anh). Quyển 11 . München: Prestel. ISBN 978-3-7913-4270-2.{{Chú thích sách}}:  Quản lý CS1: ngôn ngữ không rõ (liên kết)
- Volkwin Marg, biên tập (2010). Von Kapstadt nach Brasilia: Neue Stadien der Architekten von Gerkan, Marg und Partner/ From Capetown to Brasilia: New Stadiums by the Architects Gmp (bằng tiếng de và tiếng Anh). München: Prestel Verlag. ISBN 978-3-7913-4439-3.{{Chú thích sách}}:  Quản lý CS1: ngôn ngữ không rõ (liên kết)
- Meinhard von Gerkan & Stephan Schütz (2013). Ma Lidong (biên tập). Das Chinesische Nationalmuseum in Peking (bằng tiếng de và tiếng Anh). Berlin: Jovis Verlag. ISBN 978-3-86859-320-4.{{Chú thích sách}}:  Quản lý CS1: ngôn ngữ không rõ (liên kết)
- Gert Kähler (2014). Volkwin Marg (biên tập). Auf alten Fundamenten: Bauen im historischen Kontext. Architekten von Gerkan, Marg und Partner (bằng tiếng Đức). München: Dölling und Galitz Verlag. ISBN 978-3-86218-039-4.
- Gert Kähler (2014). Meinhard von Gerkan (biên tập). Über der Elbe: Die Seefahrtschule Hamburg (bằng tiếng Đức). München: Dölling und Galitz Verlag. ISBN 978-3-86218-055-4.
- Meinhard von Gerkan và Nikolaus Goetze, biên tập (2015). Hanoi Museum in Vietnam (bằng tiếng de và tiếng Anh). Berlin: Jovis Verlag. ISBN 978-3-86859-330-3.{{Chú thích sách}}:  Quản lý CS1: ngôn ngữ không rõ (liên kết)
- Volkwin Marg (2016). „Der Verstand so schnell, die Seele so langsam" Volkwin Marg – Gespräche wegen Architektur (bằng tiếng Đức). Salenstein: Niggli Verlag. ISBN 978-3-7212-0962-4.
- Hubert Nienhoff (2016). Reverences/references: Volkwin Marg - Stadium Architecture of von Gerkan, Marg and Partners (bằng tiếng de và en). München: Callwey Verlag. ISBN 978-3-7667-2261-4.{{Chú thích sách}}:  Quản lý CS1: ngôn ngữ không rõ (liên kết)
- Meinhard von Gerkan và Nikolaus Goetze, biên tập (2017). Industrial Buildings in an Urban Context (都市语境下的工业建筑) (bằng tiếng Anh và Trung). Shanghai: Tongji University Press. ISBN 978-7-5608-7114-1.